# Unidade de estado sólido

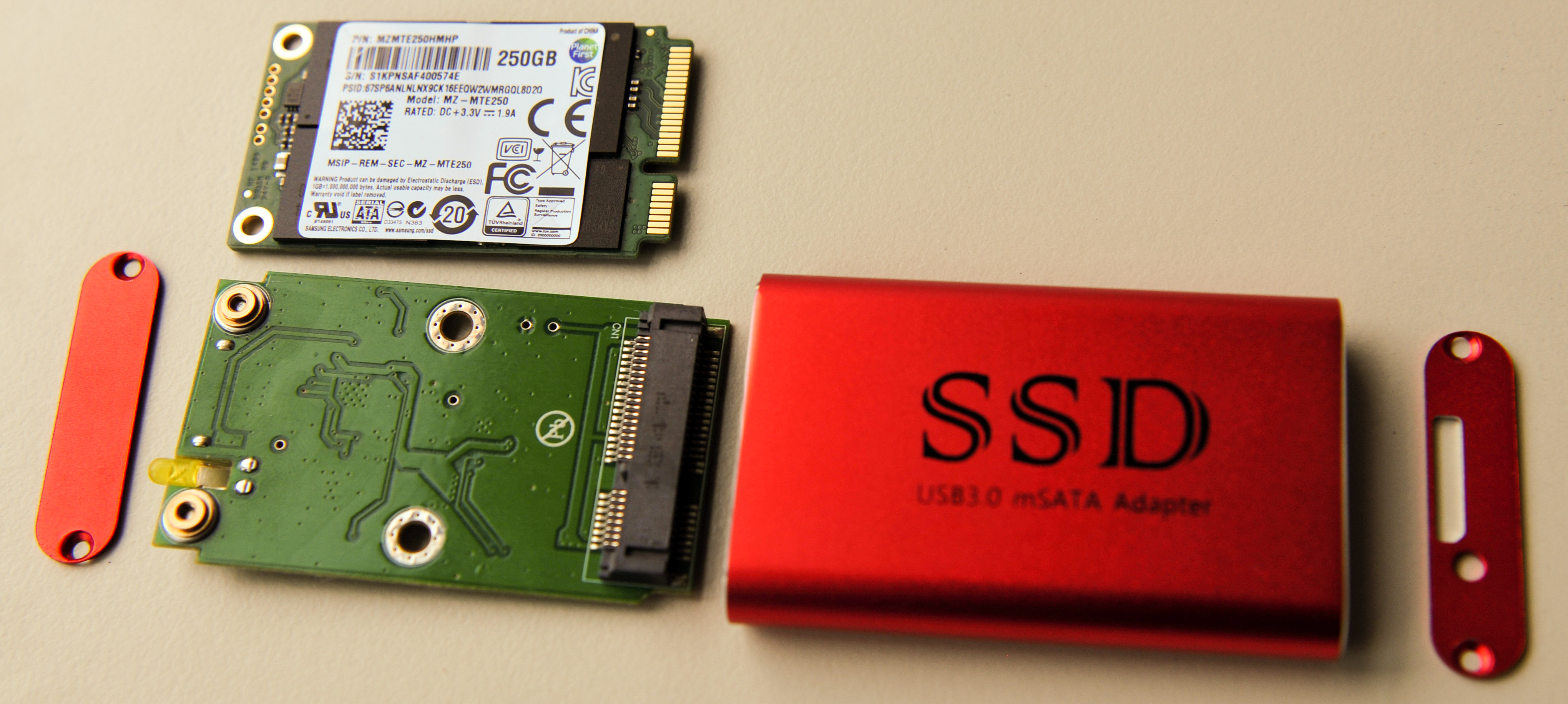
SSD mSATA de 250 GB com um gabinete externo

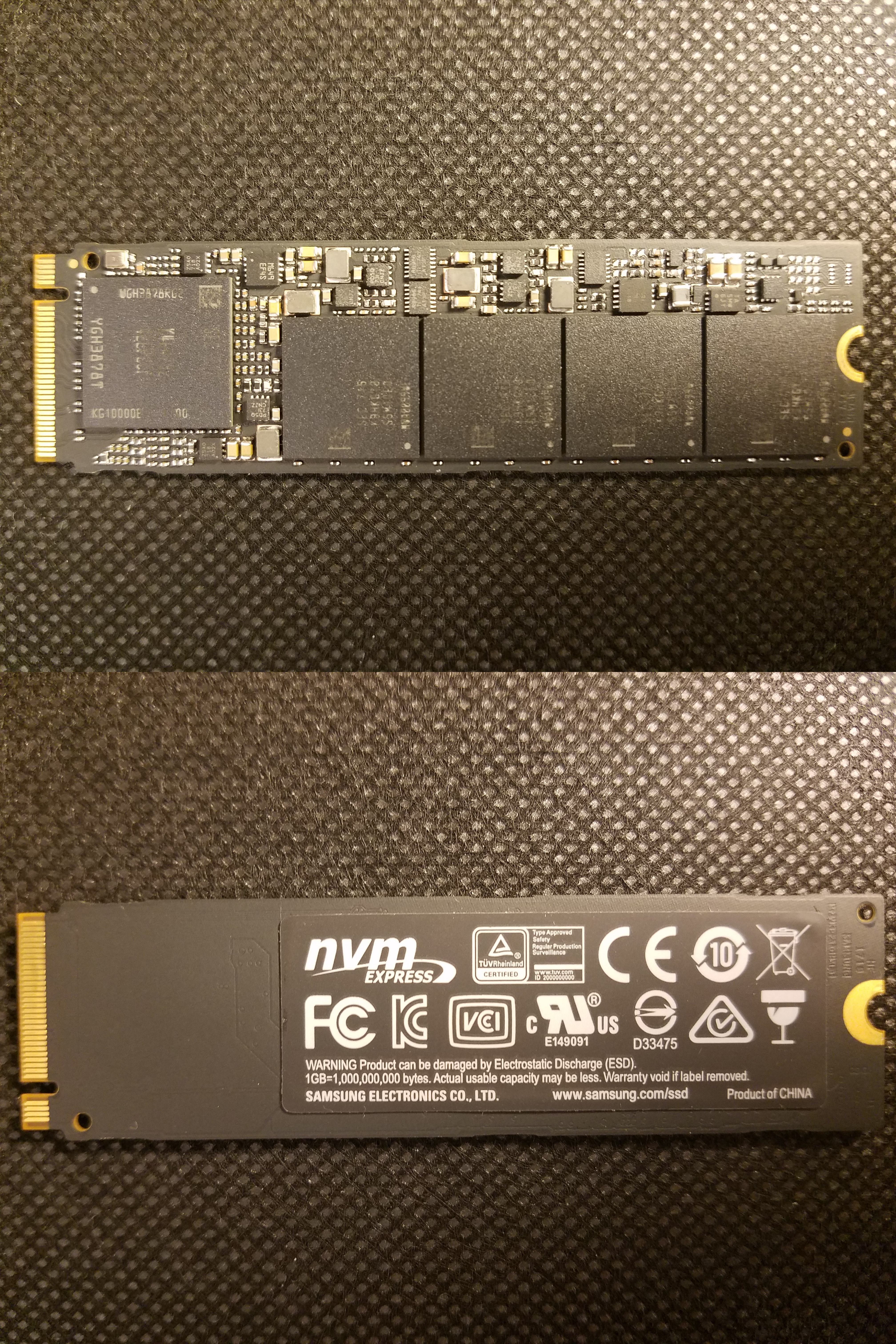
SSD NVMe M.2 de 512 GB

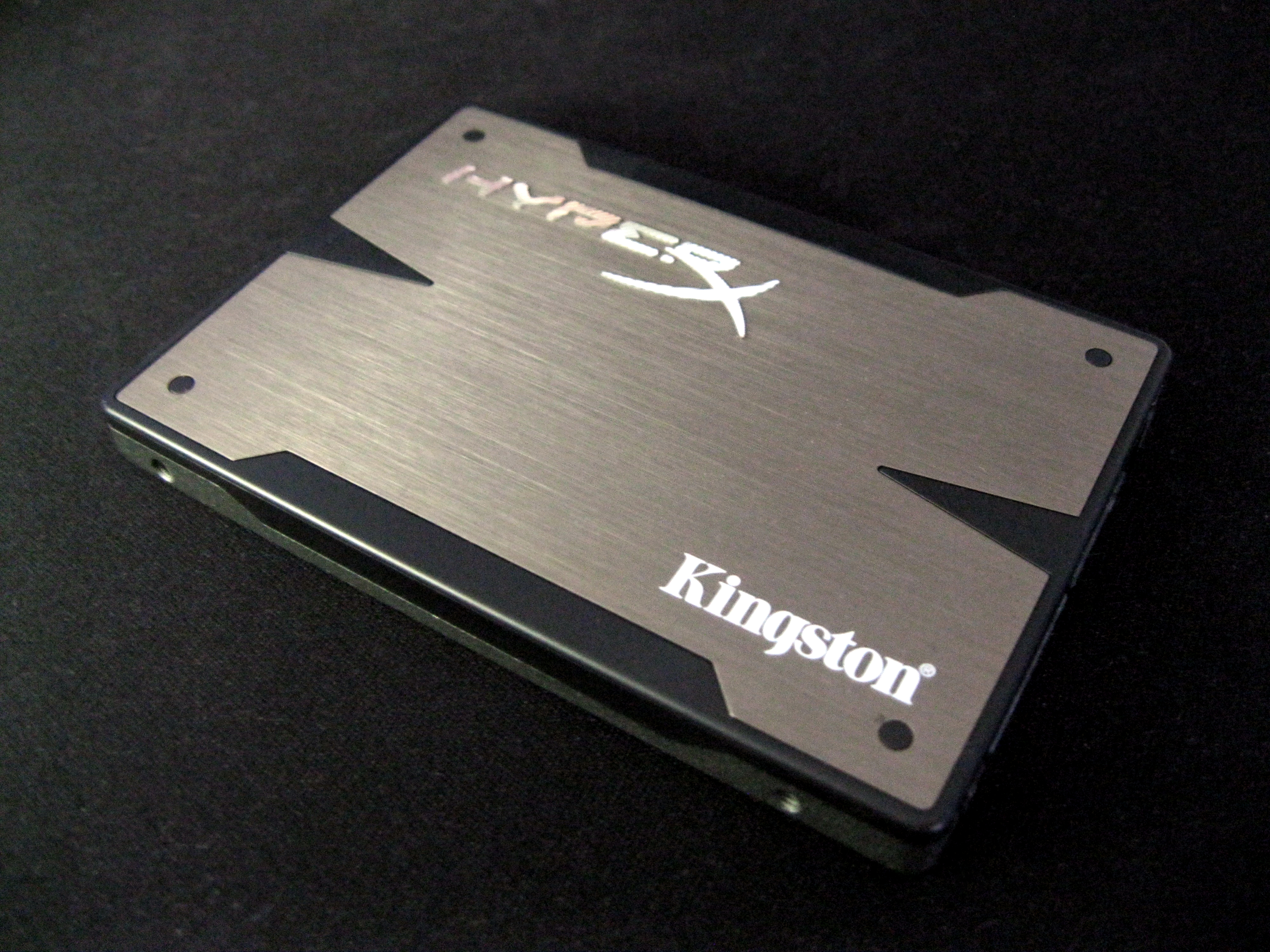
Uma unidade SSD da marca (Kingston) de 2,5 polegadas (64 mm).

Uma unidade de estado sólido (em inglês: solid-state drive, ou SSD) é um dispositivo de armazenamento de estado sólido que usa conjuntos de circuitos integrados para armazenar dados de forma persistente, normalmente usando memória flash e funcionando como armazenamento secundário na hierarquia de armazenamento do computador. Ás vezes, também é chamado de dispositivo de armazenamento semicondutor, dispositivo de estado sólido ou disco de estado sólido, embora os SSDs não tenham discos giratórios físicos e as cabeças de leitura e gravação móveis usadas em unidades de disco rígido (HDDs) e disquetes.
Em comparação com as unidades eletromecânicas, os SSDs geralmente são mais resistentes a choques físicos, funcionam silenciosamente e têm IOPS mais alta e latência mais baixa. SSDs armazenam dados em células semicondutoras. A partir de 2019, as células podem conter entre 1 e 4 bits de dados. Os dispositivos de armazenamento SSD variam em suas propriedades de acordo com o número de bits armazenados em cada célula, sendo as células de bit único ("Single Level Cells" ou "SLC") geralmente o tipo mais confiável, durável, rápido e caro, em comparação com células de 2 e 3 bits ("Multi-Level Cells/MLC" e "Triple-Level Cells/TLC") e, finalmente, células de quatro bits ("QLC") sendo usado para dispositivos de consumo que não exigem propriedades tão extremas e são os mais baratos por gigabyte dos quatro. Além disso, a memória 3D XPoint (vendida pela Intel sob a marca Optane), armazena dados alterando a resistência elétrica das células em vez de armazenar cargas elétricas nas células, e os SSDs feitos de RAM podem ser usados para alta velocidade, quando os dados persistem após a alimentação perda não é necessária, ou pode usar a energia da bateria para reter dados quando sua fonte de alimentação usual não estiver disponível. Unidades híbridas ou unidades híbridas de estado sólido (SSHDs), como o Fusion Drive da Apple, combinam recursos de SSDs e HDDs na mesma unidade usando memória flash e um HDD para melhorar o desempenho dos dados acessados com frequência. Bcache permite obter um efeito similar puramente em software, usando combinações de SSDs e HDDs regulares dedicados.
SSDs baseados em NAND Flash irão vazar carga lentamente ao longo do tempo se forem deixados por longos períodos sem energia. Isso faz com que unidades desgastadas (que tenham excedido sua classificação de resistência) comecem a perder dados normalmente após um ano (se armazenado a 30 °C) a dois anos (a 25 °C) em armazenamento; para novas unidades leva mais tempo. Portanto, os SSDs não são adequados para armazenamento de arquivos. O 3D XPoint é uma possível exceção a essa regra; é uma tecnologia relativamente nova com características desconhecidas de retenção de dados de longo prazo.
Os SSDs podem usar interfaces e fatores de forma tradicionais de HDD, ou interfaces e fatores de forma mais recentes que exploram vantagens específicas de memória flash em SSDs. Interfaces tradicionais (por exemplo, SATA e SAS) e fatores de forma de HDD padrão permitem que esses SSDs sejam usados como substitutos imediatos para HDDs em computadores e outros dispositivos. Fatores de forma mais recentes, como mSATA, M.2, U.2, NF1, XFMEXPRESS e EDSFF (anteriormente conhecido como Ruller SSD) e interfaces de velocidade mais alta, como NVM Express (NVMe) sobre PCI Express (PCIe) pode aumentar ainda mais o desempenho em relação ao desempenho do HDD.
Os SSDs têm um número de gravações de vida útil limitado e também ficam mais lentos à medida que atingem sua capacidade total de armazenamento.

## Desenvolvimento e história

### Primeiros SSDs usando RAM e tecnologia similar
Um dos primeiros - se não o primeiro - dispositivo de armazenamento de semicondutor compatível com uma interface de disco rígido (por exemplo, um SSD conforme definido( foi o StorageTek STC 4305 de 1978. O STC 4305, um substituto compatível com tomada para a unidade de disco de cabeça fixa IBM 2305, inicialmente usava dispositivos de carga acoplada (CCDs) para armazenamento e, consequentemente, foi relatado como sendo sete vezes mais rápido que o produto da IBM por cerca de metade do preço (US$ 400.000 por capacidade de 45 MB) Mais tarde, mudou para DRAM. Antes do SSD StorageTek havia muitos produtos DRAM e núcleo (por exemplo, DATARAM BULK Core, 1976) vendidos como alternativas aos HDDs, mas esses produtos normalmente tinham interfaces de memória e não eram SSDs conforme definido.
No final dos anos 80, a Zitel ofereceu uma família de produtos SSD baseados em DRAM, sob o nome comercial "RAMDisk", para uso em sistemas da UNIVAC e Perkin-Elmer, entre outros.

### SSDs baseados em flash
| Parâmetro                              | Começou com                                | Desenvolvido para | Melhoria                                                                                    |
| -------------------------------------- | ------------------------------------------ | --- | ------------------------------------------------------------------------------------------- |
| Capacidade                             | 20 MB (Sandisk, 1991)                      | 100 TB;(Enterprise Nimbus Data DC100, 2018) (A partir de 2020 Até 8 TB disponíveis para consumidores)                                             | 5 milhões para um (400.000 para um)                                                         |
| Velocidade de leitura sequencial       | 49.3 MB/s (Samsung MCAQE32G5APP-0XA, 2007) | 15 GB/s (demonstração de Gigabyte, 2019) (A partir de 2020, até 6.795 GB/s disponíveis para consumidores)                                         | 304.25-para-um (138-para-um)                                                                |
| Velocidade de gravação sequencial      | 80 MB/s (SSD empresarial Samsung, 2008)    | 15.200 GB/s (demonstração de Gigabyte, 2019) (A partir de 2020, até 4.397 GB/s disponíveis para consumidores)                                     | 190 para um (55 para um)                                                                    |
| IOPS                                   | 79 (Samsung MCAQE32G5APP-0XA, 2007)        | 2,500,000;(Enterprise Micron X100, 2019) (A partir de 2020, até 736.270 IOPS de leitura e 702.210 IOPS de gravação disponíveis para consumidores) | 31.645,56-para-um (Consumidor: ler IOPS: 9.319,87-para-um, escrever IOPS: 8.888,73-para-um) |
| Tempo de acesso (em milissegundos, ms) | 0.5 (Samsung MCAQE32G5APP-0XA, 2007)       | 0,045 leitura, 0,013 gravação (valores mais baixos, WD Black SN850 1TB, 2020)                                                                     | Ler: 11 para um, Escrever: 38 para um                                                       |
| Preço                                  | US$50,000 por gigabyte (Sandisk, 1991)     | US$ 0,10 por gigabyte (Crucial MX500, julho de 2020)                                                                                              | 555.555 para um                                                                             |

A base para SSDs baseados em flash, memória flash, foi inventada por Fujio Masuoka na Toshiba em 1980 e comercializada pela Toshiba em 1987. Os fundadores da SanDisk Corporation (então SanDisk) Eli Harari e Sanjay Mehrotra, juntamente com Robert D. Norman, viu o potencial da memória flash como uma alternativa aos discos rígidos existentes e registrou uma patente para um SSD baseado em flash em 1989. O primeiro SSD comercial baseado em flash foi lançado pela SanDisk em 1991. Era um SSD de 20 MB em uma configuração PCMCIA, vendido como OEM por cerca de US$ 1.000 e foi usado pela IBM em um laptop ThinkPad. Em 1998, a SanDisk introduziu SSDs em formato de 2,5 polegadas e 3,5 polegadas com interfaces PATA.
Em 1995, a STEC, Inc. entrou no negócio de memória flash para dispositivos eletrônicos de consumo.
Em 1995, a M-Systems introduziu unidades de estado sólido baseadas em flash como substitutos de HDD para as indústrias militar e aeroespacial, bem como para outras aplicações de missão crítica. Esses aplicativos exigem a capacidade do SSD de resistir a choques extremos, vibrações e faixas de temperatura.
Em 1999, a BiTMICRO fez várias apresentações e anúncios sobre SSDs baseados em flash, incluindo um SSD de 18 GB de 3,5 polegadas. Em 2007, a Fusion-io anunciou uma unidade de estado sólido baseada em PCIe com 100.000 operações de entrada/saída por segundo (IOPS) de desempenho em um único cartão, com capacidades de até 320 GB.
Na Cebit 2009, a OCZ Technology demonstrou um SSD flash de 1 TB usando uma interface PCI Express x8. Atingiu uma velocidade máxima de gravação de 0,654 gigabytes por segundo (GB/s) e velocidade máxima de leitura de 0,712 GB/s. Em dezembro de 2009, a Micron Technology anunciou um SSD usando uma interface SATA de 6 gigabits por segundo (Gbit/s).
Em 2016, a Seagate demonstrou velocidades de leitura e gravação sequenciais de 10 GB/s de um SSD PCIe 3.0 de 16 pistas e também demonstrou um SSD de 60 TB em um formato de 3,5 polegadas. A Samsung também lançou no mercado um SSD de 15,36 TB com um preço de US$ 10.000 usando uma interface SAS, usando um formato de 2,5 polegadas, mas com a espessura de unidades de 3,5 polegadas. Esta foi a primeira vez que um SSD disponível comercialmente tinha mais capacidade do que o maior HDD atualmente disponível.
Em 2017, a Samsung e a Toshiba lançaram no mercado SSDs de 30,72 TB usando o mesmo formato de 2,5 polegadas, mas com espessura de unidade de 3,5 polegadas usando uma interface SAS. A Nimbus Data anunciou e enviou drives de 100 TB usando uma interface SATA, uma capaciddes que os HDDs não devem atingir até 2025. A Samsung lançou um SSD M.2 NVMe com velocidades de leitura de 3,45 GB/s e velocidades de gravação de 3,3 GB/s. Uma nova versão do SSD de 100 TB foi lançada em 2020 ao preço de US$ 40.000, com a versão de 50 TB custando US$ 12.500.
Em 2019, a Gigabyte Technology demonstrou um SSD PCIe 4.0 de 8 TB e 16 pistas com leitura sequencial de 15,0 GB/s e velocidades de gravação sequencial de 15,2 GB/s na Computex 2019. Ele incluiu um ventilador, pois os novos SSDs de alta velocidade funcionam em altas temperaturas. Também em 2019, foram lançados SSDs NVMe M.2 usando a interface PCIe 4.0. Esses SSDs têm velocidades de leitura de até 5,0 GB/s e velocidades de gravação de até 4,4 GB/s. Devido à sua operação de alta velocidade, esses SSDs usam grandes dissipadores de calor e, se não receberem fluxo de ar de resfriamento suficiente, normalmente diminuirão termicamente após aproximadamente 15 minutos de operação contínua em velocidade máxima. A Samsung também introduziu SSDs capazes de velocidades de leitura e gravação sequenciais de 8 GB/s e 1,5 milhão de IOPS, capazes de mover dados de chips danificados para chips não danificados, para permitir que o SSD continue funcionando normalmente, embora com uma capacidade menor.

#### Unidades flash corporativas
As unidades flash corporativas (EFDs) são projetadas para aplicativos que exigem alto desempenho de E/S (IOPS), confiabilidade, eficiência energética e mais recentemente, desempenho consistente. Na maioria dos casos, um EFD é um SSD com um conjunto mais alto de especificações, em comparação com SSDs que normalmente seriam usados em notebooks. O termo foi usado pela primeira vez pela EMC em janeiro de 2008, para ajudá-los a identificar fabricantes de SSD que forneceriam produtos que atendessem a esses padrões mais elevados. Não há órgãos de padronização que controlam a definição de EFDs, portanto, qualquer fabricante de SSD pode alegar produzir EFDs quando, na verdade, o produto pode não atender a nenhum requisito específico.
Um exemplo é a série de drives Intel DC S3700, lançada no quarto trimestre de 2012, que se concentra em alcançar um desempenho consistente, uma área que antes não recebia muita atenção, mas que a Intel afirmou ser importante para o mercado corporativo. Em particular, a Intel afirma que, em um estado estável, as unidades S3700 não variariam seu IOPS em mais de 10-15% e que 99,9% de todas as E/Ss aleatórias de 4 KB são atendidas em menos de 500 µs.
Outro exemplo é a série SSD empresarial Toshiba PX02SS, anunciada em 2016, que é otimizada para uso em plataformas de servidor e armazenamento que exigem alta resistência de aplicativos de gravação intensiva, como cache de gravação, aceleração de E/S e processamento de transação online (OLTP). A série PX02SS usa interface SAS de 12 Gbit/s, com memória flash MLC NAND e alcança velocidades de gravação aleatória de até 42.000 IOPS, velocidades de leitura aleatória de até 130.000 IOPS e classificação de resistência de 30 gravações de unidade por dia (DWPD).
Os SSDs baseados em 3D Xpoint têm maior aleatoriedade (maior IOPS), mas velocidades de leitura/gravação sequenciais mais baixas do que suas contrapartes NAND-flash. Eles podem ter até 2,5 milhões de IOPS.

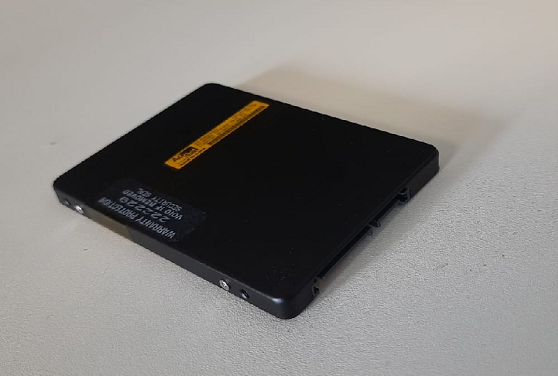
Imagem de uma SSD sata III - EDF com RAID.

Outra tecnologia mais recente, porém disponível somente para computadores de grande porte inicialmente, são EDFs usando memórias UltraRam como cache de leitura e gravacao com até 256GB. Além de um cache elevado para os padrões atuais, a gravação final é feita em duplicidade, lembrando o sistema RAID em Flash NAND de alta velocidade em paralelo para tornar o EDF/SSD mais seguro que o disco rígido tradicional "gravação dupla" e em posição serial ficam a quantidade de armazenamento. O mesmo precisa de um processador próprio com DMA entre o Cache e ambas as memórias Nands Paralelas. Para se manter estável, a unidade de armazenamento necessita também de um FPGA que funciona como um Hardware Definido por Software que pode modificar totalmente o pré layout de quase todo o circuito. Modelos existente no mercado, porém sem acesso ao público até 2022, tem processador dedicado que foi desenhado pela Allbient XPU  em conjunto com o FPGA da empresa Altera controlada pela Intel. Assim como esse tipo de armazenamento parece ser computador por si próprio, o mesmo também necessita de uma alimentação separada e prevê uma bateria interna na tentativa de oferecer a menor perda de dados possível que a ACBEL já fornecia junto a processadores para servidor.

### Unidades que usam outras tecnologias de memória persistente
Em 2017, os primeiros produtos com memória 3D XPoint foram lançados sob a marca Optane da Intel. O 3D Xpoint é totalmente diferente do flash NAND e armazena dados usando princípios diferentes.

## Arquitetura e função
Os principais componentes de um SSD são o controlador e a memória para armazenar os dados. O componente de memória principal em um SSD era tradicionalmente a memória volátil DRAM, mas desde 2009, é mais comumente a memória não volátil NAND flash.

### Controlador
Cada SSD inclui um controlador que incorpora os componentes eletrônicos que conectam os componentes de memória NAND ao computador host. O controlador é um processador embutido que executa código em nível de firmware e é um dos fatores mais importantes do desempenho do SSD. Algumas das funções executadas pelo controlador incluem:
- Mapeamento de Bad sector
- Ler e gravar em cache
- Criptografia
- Destruição de criptografia
- Detecção e correção de erros por meio do código de correção de erros (ECC), como o código BCH
- Coleta de lixo
- Leia a depuração e leia o gerenciamento de distúrbios
- Nivelamento de desgaste

O desempenho de um SSD pode ser dimensionado com o número de chips flash NAND paralelos usados no dispositivo. Um único chip NAND é relativamente lento, devido à estreita interface de E/S assíncrona (8/16 bits) e alta latência adicional de operações básicas de E/S (típica para SLC NAND, ~25 μs para buscar uma página de 4 KiB de a matriz para o buffer de E/S em uma leitura, ~250 μs para confirmar uma página de 4 KiB do buffer de E/S para a matriz em uma gravação, ~2 ms para apagar um bloco de 256 KiB). Quando vários dispositivos NAND operam em paralelo dentro de um SSD, a largunra de banda é dimensionada e altas latências podem ser ocultadas, desde que haja operações pendentes suficientes e a carga seja distribuída uniformemente entre os dispositivos.
A Micron e a Intel inicialmente fizeram SSDs mais rápidos implementando distribuição de dados (semelhante ao RAID 0) e intercalando em sua arquitetura. Isso permitiu a criação de SSDs com velocidades efetivas de leitura/gravação de 250 MB/s com a interface SATA 3 Gbit/s em 2009. Dois anos depois, a SandForce continuou a aproveitar essa conectividade flash paralela, lançando controladores SSD SATA 6 Gbit/s de nível de consumidor que suportavam velocidades de leitura/gravação de 500 MB/s. Os controladores SandForce compactam os dados antes de enviá-los para a memória flash. Esse processo pode resultar em menos gravação e maior taxa de transferência lógica, dependendo da compressibilidade dos dados.

#### Nivelamento de desgaste
Se um bloco específico for programado e apagado repetidamente sem gravar em nenhum outro bloco, esse bloco se desgastará antes de todos os outros blocos - encerramdo prematuramente a vida útil do SSD. Por esse motivo, os controladores SSD usam uma técnica chamada nivelamento de desgaste para distribuir as gravações de maneira mais uniforme em todos os blocos flash no SSD.
Em um cenário perfeito, isso permitiria que cada bloco fosse gravado em sua vida máxima para que todos falhem ao mesmo tempo. O processo para distribuir as gravações uniformemente requer que os dados gravados anteriormente e que não sejam alterados (dados frios) sejam movidos, de modo que os dados que estão mudando com mais frequência (dados quentes) possam ser gravados nesses blocos. A realocação de dados aumenta a amplificação de gravação e aumenta o desgasta da memoria flash. Os designers procuram minimizar ambos.

### Memória

#### Memória flash
| Características de comparação    | MLC : SLC | NAND : NOR |
| -------------------------------- | --------- | ---------- |
| Taxa de persistência             | 1 : 10    | 1 : 10     |
| Proporção de gravação sequencial | 1 : 3     | 1 : 4      |
| Proporção de leitura sequencial  | 1 : 1     | 1 : 5      |
| Relação de preço                 | 1 : 1.3   | 1 : 0.7    |

A maioria dos fabricantes de SSDs usa memória flash NAND não volátil na construção de seus SSDs devido ao menor custo em comparação com DRAM e à capacidade de reter os dados sem uma fonte de alimentação constante, garantindo a persistência dos dados por meio de quedas repentinas de energia. Os SSDs de memória flash eram inicialmente mais lentos do que as soluções DRAM, e alguns projetos iniciais eram ainda mais lentos do que os HDDs após o uso contínuo. Esse problema foi resolvido por controladores lançados em 2009 e posteriores.
Os SSDs baseados em flash armazenam dados em chips de circuito integrado de metal-óxido-semicondutor (MOS) que contêm células de memória de ponta flutuante não voláteis. As soluções baseadas em memória flash são normalmente empacotadas em formatos de unidade de disco padrão (1,8, 2,5 e 3,5 polegadas), mas também em formatos menores e mais compactos, como o formato M.2, possibilitado pelo pequeno tamanho da memoria flash.
Unidades de preço mais baixo geralmente usam memória flash de célula de nível quádruplo (QLC), célula de nível triplo (TLC) ou célula de vários níveis (MLC), que é mais lenta e menos confiável do que a memória flash célula de nível único (SLC). Isso pode ser mitigado ou até mesmo revertido pela estrutura de design interno do SSD, como intercalação, alterações nos algoritmos de gravação, e maior superprovisionamento (mais excesso de capacidade) com o qual o nivelamento de desgasta algoritmos podem funcionar.

#### DRAM
Os SSDs baseados em memória volátil, como DRAM, são caracterizados por acesso a dados muito rápido, geralmente menos de 10 microssegundos, e são usados principalmente para acelerar aplicativos que, de outra forma, seriam retidos pela latência de SSDs flash ou HDDs tradicionais.
Os SSDs baseados em DRAM geralmente incorporam uma bateria interna ou adaptador AC/DC externo e sistemas de armazenamento de backup para garantir a persistência dos dados enquanto nenhuma energia está sendo fornecida à unidade por fontes externas. Se faltar energia, a bateria fornece energia enquanto todas as informações são copiadas da memória de acesso aleatório (RAM) para o armazenamento de backup. Quando a energia é restaurada, as informações são copiadas de volta para a RAM do armazenamento de backup e o SSD retoma a operação normal (semelhante à função de hibernação usada em sistemas operacionais modernos).
SSDs desse tipo geralmente são equipados com módulo DRAM do mesmo tipo usado em PCs e servidores comuns, que podem ser trocados e substituídos por módulos maiores. Como i-RAM, HyperOs HyperDrive, DDRdrive X1, etc. Alguns fabricantes de SSDs DRAM soldam os chips DRAM diretamente na unidade e não pretendem que os chips sejam trocados - como ZeusRAM, Aeon Drive, etc.
Um disco de acesso remoto indireto à memória (RIndMA Disk) usa um computador secundário com uma rede rápida ou conexão InfiniBand (direta) para atuar como um SSD baseado em RAM, mas os novos SSDs baseados em memória flash, mais rápidos, já disponíveis em 2009 estão tornando esta opção menos rentável.
Enquanto o preço da DRAM continua caindo, o preço da memória Flash cai ainda mais rápido. O ponto de cruzamento "Flash torna-se mais barato que DRAM" ocorreu aproximandamente em 2004.

#### 3D XPoint
Em 2015, a Intel e a Micron anunciaram o 3D XPoint como uma nova tecnologia de memória não volátil. A Intel lançou a primeira unidade baseada em 3D XPoint (marcada como Intel® Optane™ SSD) em março de 2017, começando com um produto de data center, Intel® Optane™ SSD DC P4800X Series, e seguindo com a versão do cliente, Intel® Optane ™ SSD 900P Series, em outubro de 2017. Ambos os produtos operam mais rápido e com maior resistência do que os SSDs baseados em NAND, enquanto a densidade de área é comparável a 128 gigabits por chip. Pelo preço por bit, 3D XPoint é mais caro que NAND, mas mais barato que DRAM.

#### Outros
Alguns SSDs, chamados de dispositivo NVDIMM ou Hyper DIMM, usam DRAM e memória flash. Quando a energia cai, o SSD copia todos os dados de sua DRAM para flash; quando a energia volta, o SSD copia todos os dados de seu flash para sua DRAM. De maneira um pouco semelhante, alguns SSDs usam fatores de forma e barramentos realmente projetados para módulos DIMM, enquanto usam apenas memória flash e fazem parecer como se fosse DRAM. Esses SSDs são geralmente conhecidos como dispositivos ULLtraDIMM.
As unidades conhecidas como unidades híbridas ou unidades híbridas de estado sólido (SSHDs) usam um híbrido de discos giratórios e memória flash. Alguns SSDs usam memória de acesso aleatório magnetoresistiva (MRAM) para armazenar dados.

### Cache ou buffer
Um SSD baseado em flash normalmente usa uma pequena quantidade de DRAM como cache volátil, semelhante aos buffers em unidades de disco rígido. Um diretório de dados de posicionamento de bloco e nivelamento de desgasta também é mantido no cache enquanto a unidade está em operação. Um fabricante de controlador SSD, SandForce, não usa um cache DRAM externo em seus projetos, mas ainda alcança alto desempenho. Essa eliminação da DRAM externa reduz o consumo de energia e permite uma maior redução do tamanho dos SSDs.

### Bateria ou supercapacitor
Outro componente em SSDs de alto desempenho é um capacitor ou algum tipo de bateria, que são necessários para manter a integridade dos dados para que os dados no cache possam ser liberados para a unidade quando houver falta de energia; alguns podem até manter a energia por tempo suficiente para manter os dados no cache até que a energia seja retomada. No caso da memória flash MLC, um problema chamado corrupção de página inferior pode ocorrer quando a memória flash MLC perde energia durante a programação de uma página superior. O resultado é que os dados gravados anteriormente e presumivelmente seguros podem ser corrompidos se a memória não for suportada por um supercapacitor no caso de uma queda repentina de energia. Este problema não existe com a memória flash SLC.
A maioria dos SSDs para consumidores não possui baterias ou capacitores embutidos; entre as exceções estão as séries Crucial M500 e MX1000, as séries Intel 320, e as séries Intel DC S3700, geralmente têm baterias ou capacitores embutidos.

### Interface do host

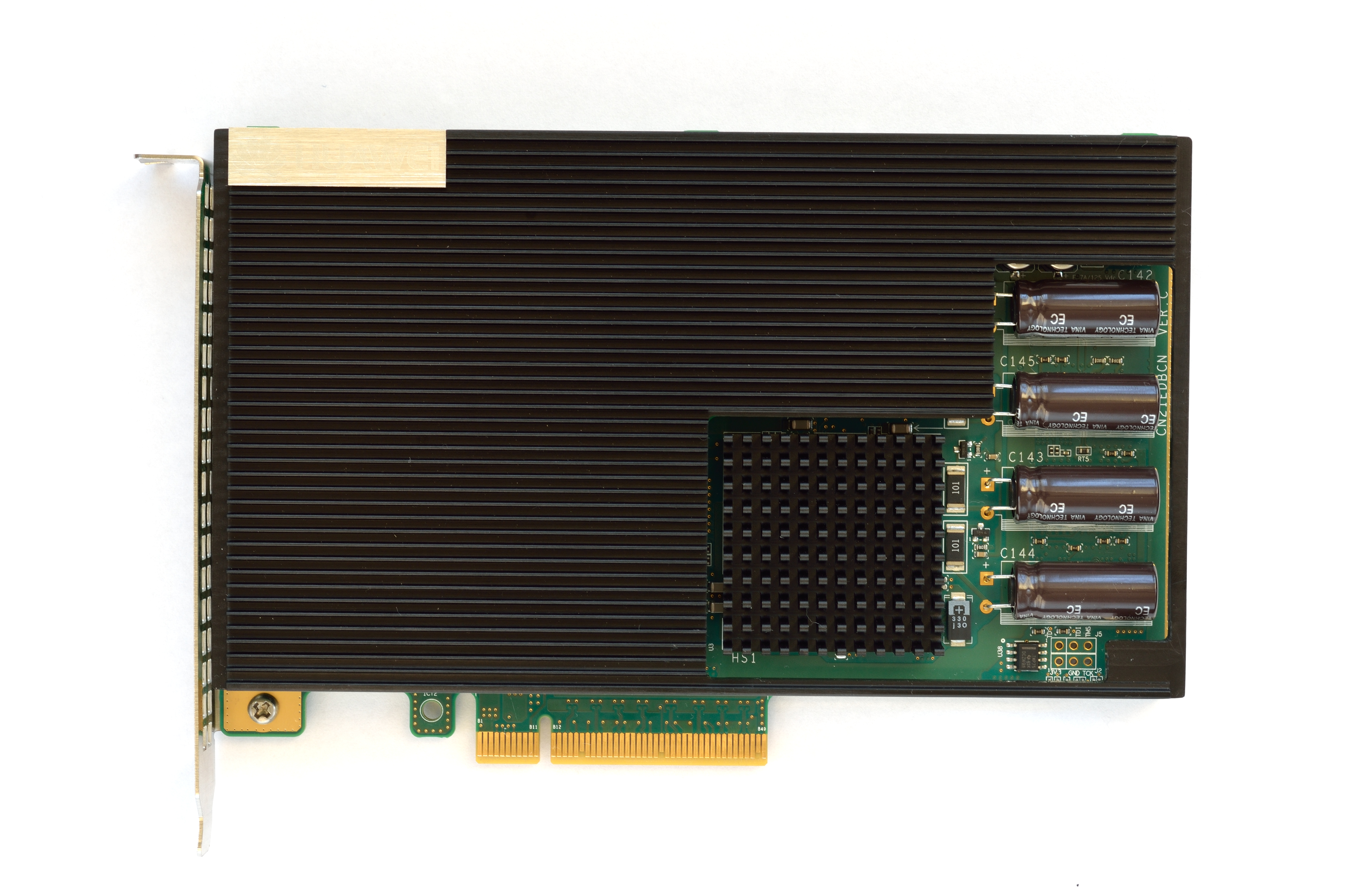
Um SSD com 1,2 TB de MLC NAND, usando PCI Express como interface de host

A interface do host é fisicamente um conector com a sinalização gerenciada pelo controlador do SSD. É mais frequentemente uma das interfaces encontradas em HDDs. Eles incluem:
- Serial Attached SCSI (SAS-3, 12,0 Gbit/s) - geralmente encontrado em servidores[117]
- Serial ATA e variante mSATA (SATA 3.0, 6.0 Gbit/s)[118]
- PCI Express (PCIe 3.0 x4, 31.5 Gbit/s)[119]
- M.2 (6,0 Gbit/s para interface de dispositivo lógico SATA 3.0, 31,5 Gbit/s para PCIe 3.0 x4)
- U.2 (PCIe 3.0 x4)
- Fibre Channel (128 Gbit/s) - encontrado quase exclusivamente em servidores
- USB (10 Gbit/s)
- Parallel ATA (UDMA, 1064 Mbit/s) - substituído principalmente por SATA[120][121]
- (Paralelo) SCSI (40 Mbit/s - 2560 Mbit/s) - geralmente encontrado em servidores, substituído principalmente por SCSI; último SSD baseado em SCSI foi introduzido em 2004[122]

Os SSDs suportam várias interfaces de dispositivos lógicos, como Advanced Host Controller Interface (AHCI) e NVMe. As interfaces de dispositivos lógicos definem os conjuntos de comandos usados pelos sistemas operacionais para se comunicar com SSDs e adaptadores de barramento de host (HBAs).

## Configurações
O tamanho e a forma de qualquer dispositivo são amplamente determinados pelo tamanho e pela forma dos componentes usados para fabricar esse dispositivo. Os HDDs tradicionais e unidades ópticas são projetados em torno do(s) prato(s) giratório(s) ou disco óptico junto com o motor do eixo interno. Se um SSD for composto por vários circuitos integrados (ICs) interconectados po um conector de interface, seu formato não estará mais limitado ao formato de unidades de mídia rotativas. Algumas soluções de armazenamento de estado sólido vêm em um chassi maior que por até ser um formato de montagem em prateleira com vários SSDs internos. Todos eles se conectariam a um barramento comum dentro do chassi e se conectariam fora da caixa com um único conector.
Para uso geral do computador, o formato de 2,5 polegadas (normalmente encontrado em laptops) é o mais popular. Para computadores de mesa com slots de unidade de disco rígido de 3,5 polegadas, uma placa adaptadora simples pode ser usada para ajustar essa unidade. Outros tipos de fatores de forma são mais comuns em aplicativos corporativos. Um SSD também pode ser completamente integrado em outros circuitos do dispositivo. como no MacBook Air, da Apple, (começando com o modelo de outono de 2010). A partir de 2014, os fatores de forma mSATA e M.2 também ganharam popularidade, principalmente em laptops.

### Fatores de forma de HDD padrão

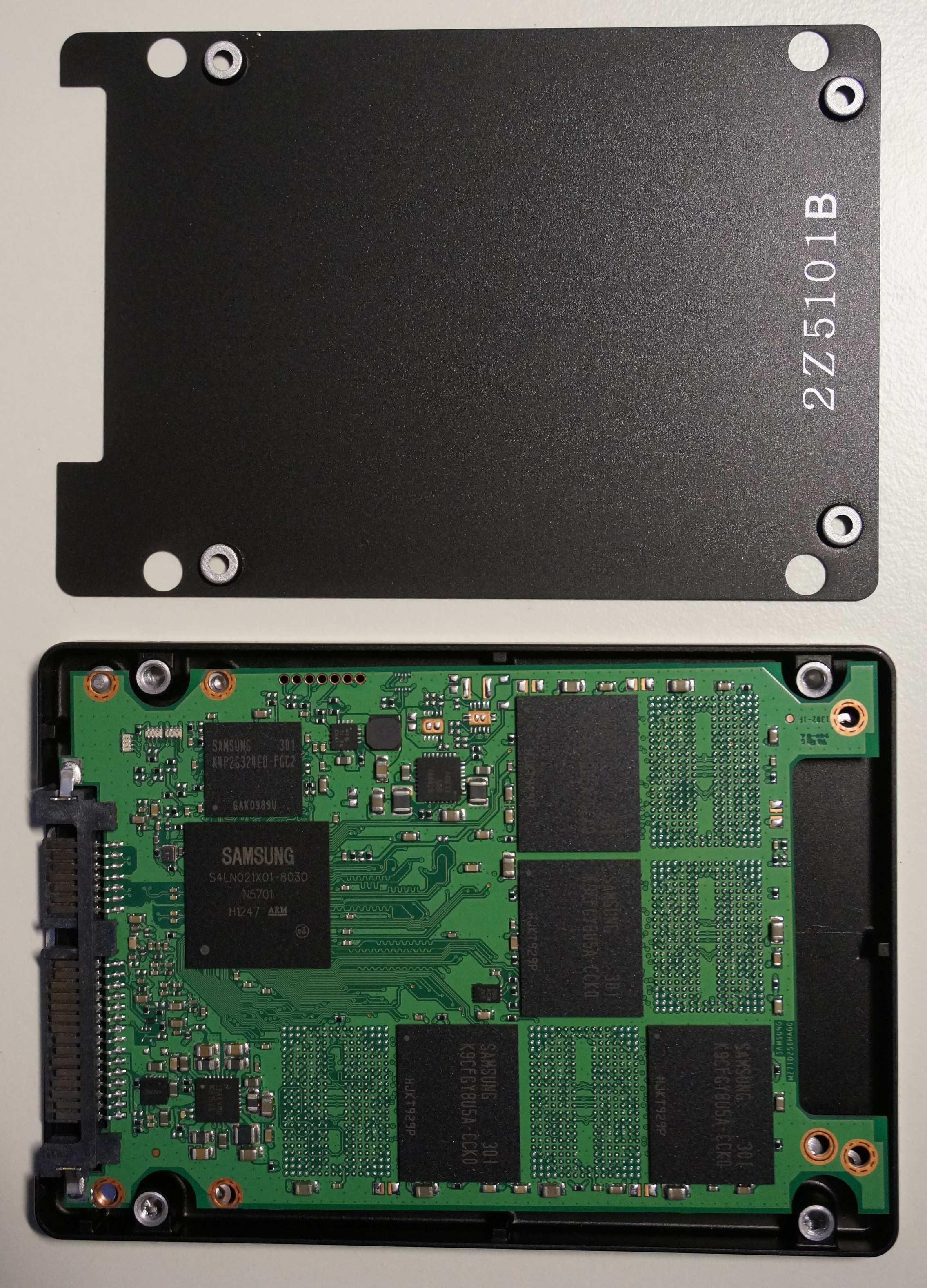
Um SSD com um fator de forma HDD de 2,5 polegadas, aberto para mostrar a eletrônica de estado sólido. Os espaços vazios próximos aos chips NAND são para chips NAND adicionais, permitindo que o mesmo design de placa de circuito seja usado em vários modelos de inversores com capacidades diferentes; outras unidades podem usar uma placa de circuito cujo tamanho aumenta junto com a capacidade da unidade, deixando o restante da unidade vazia

O benefício de usar um fator de forma de HDD atual seria aproveitar a extensa infraestrutura já instalada para montar e conectar as unidades ao sistema host. Esses formatos tradicionais são conhecidos pelo tamanho da mídia rotativa (ou seja, 5,25 polegadas, 3,5 polegadas, 2,5 polegadas ou 1,8 polegadas) e não pelas dimensões da caixa da unidade.

### Fatores de forma de cartão padrão
Para aplicativos em que o espaço é escasso, como ultrabooks ou tablets, alguns formatos compactos foram padronizados para SSDs baseados em flash.
Existe o fator de forma mSATA que usa o layout físico PCI Express Mini Card. Ele permanece eletricamente compatível com a especificação PCI Express Mini Card, exigindo uma conexão adicional ao controlador host SATA através do mesmo conector.
O fator de forma M.2, anteriormente conhecido como Next Generation Form Factor (NGFF), é uma transição natural do mSATA e do layout físico usado para um fator e forma mais utilizável e avançado. Enquanto o mSATA se beneficia de um formato e conector existentes, o M.2 foi projetado para maximizar o uso do espaço do cartão, minimizando o espaço ocupado. O padrão M.2 permite que SSDs Sata e PCI Express sejam instalados em módulos M.2.
Algumas unidades de alto desempenho e alta capacidade usam o formato de placa de expansão PCI Express padrão para abrigar chips de memória adicionais, permitir o uso de níveis de energia mais altos e permitir o uso de um grande dissipador de calor. Existem também placas adaptadores que convertem outros fatores de forma, especialmente unidades M.2 com interface PCIe, em placas adicionais comuns.

### Fatores de forma de disco em um módulo

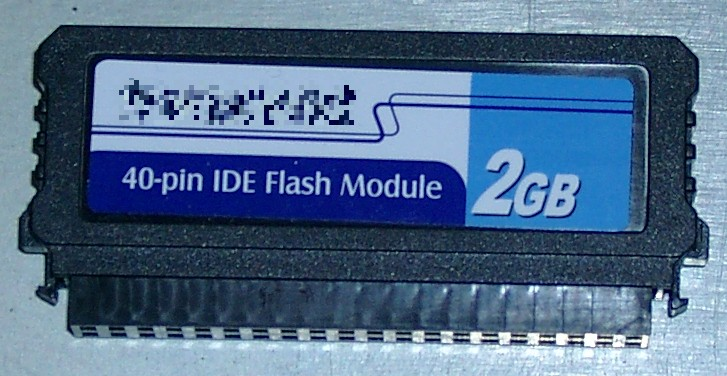
Um disco em um módulo de 2 GB com interface PATA

Um disk-on-a-module (DOM) é uma unidade flash com interface Parallel ATA (PATA) ou SATA de 40/44 pinos, destinada a ser conectada diretamente à placa-mãe e usada como uma unidade de disco rígido de computador (HDD). Os dispositivos DOM emulam uma unidade de disco rígido tradicional, resultando na não necessidade de drivers especiais ou outro suporte específico ao sistema operacional. Os DOMs geralmente são usados em sistemas embarcados, que geralmente são implantados em ambientes hostis onde os HDDs mecânicos simplesmente falhariam, ou em thin clients devido ao tamanho pequeno, baixo consumo de energia e operação silenciosa.
A partir de 2016, as capacidades de armazenamento variam de 4 MB a 128 GB com diferentes variações nos layouts físicos, incluindo orientação vertical ou horizontal.[carece de fontes?]

### Fatores de forma de caixa
Muitas das soluções baseadas em DRAM usam uma caixa que geralmente é projetada para caber em um sistema de montagem em rack. O número de componentes DRAM necessários para obter capacidade suficiente para armazenar os dados junto com as fontes de alimentação de backup requer um espaço maior do que os formatos tradicionais de HDD.

### Fatores de forma simples

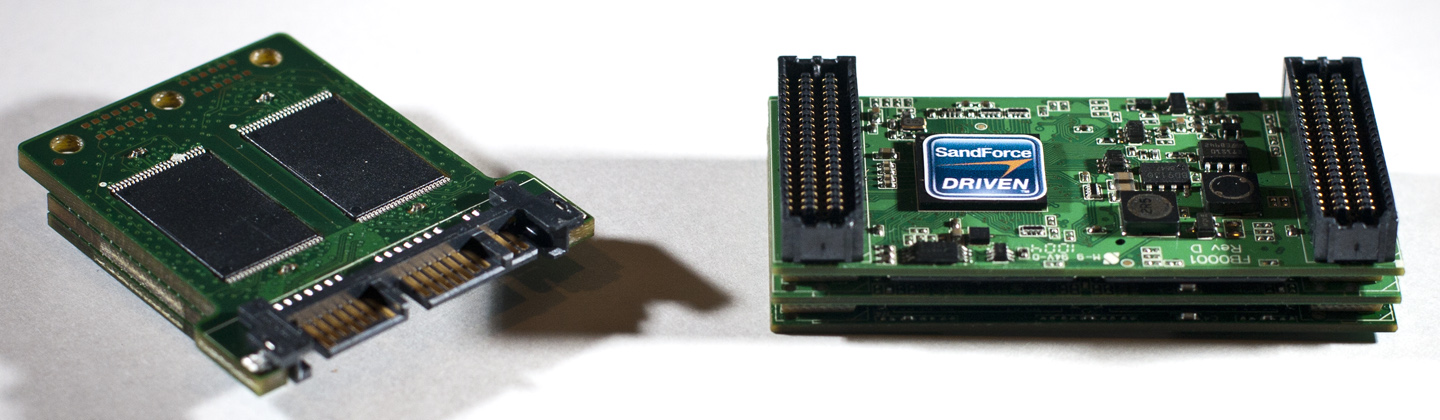
SSDs multicamadas Viking Technology SATA Cube e AMP SATA Bridge
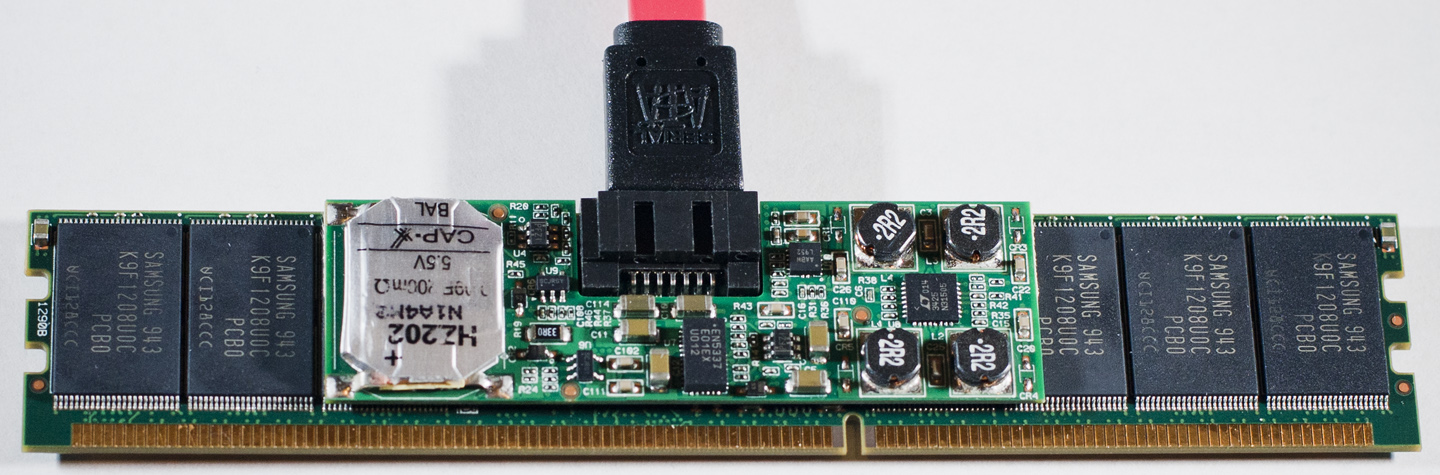
SSD baseado em SATADIMM da Tecnologia Viking
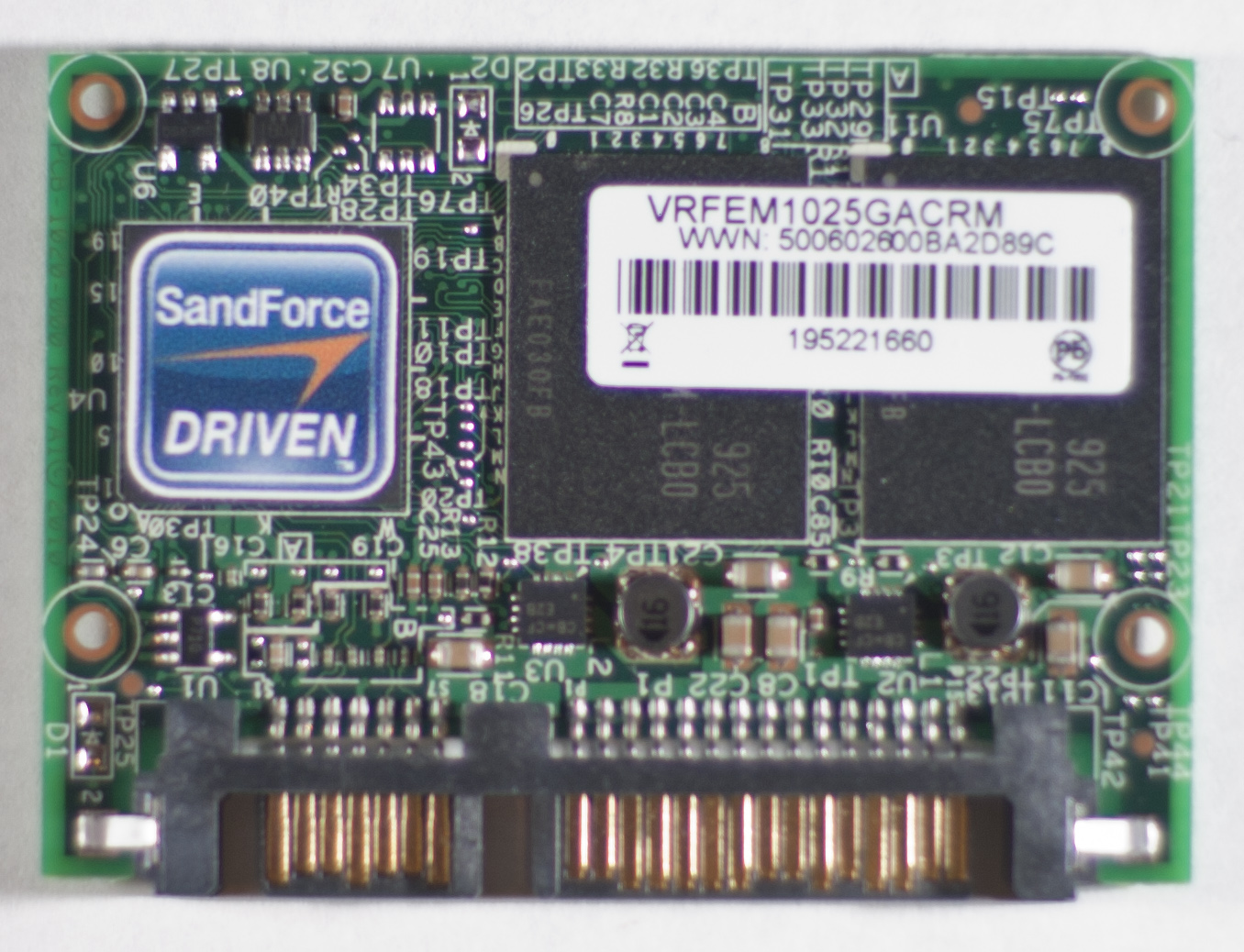
Mo-297 SATA drive-on-a-module (DOM) fator de forma SSD
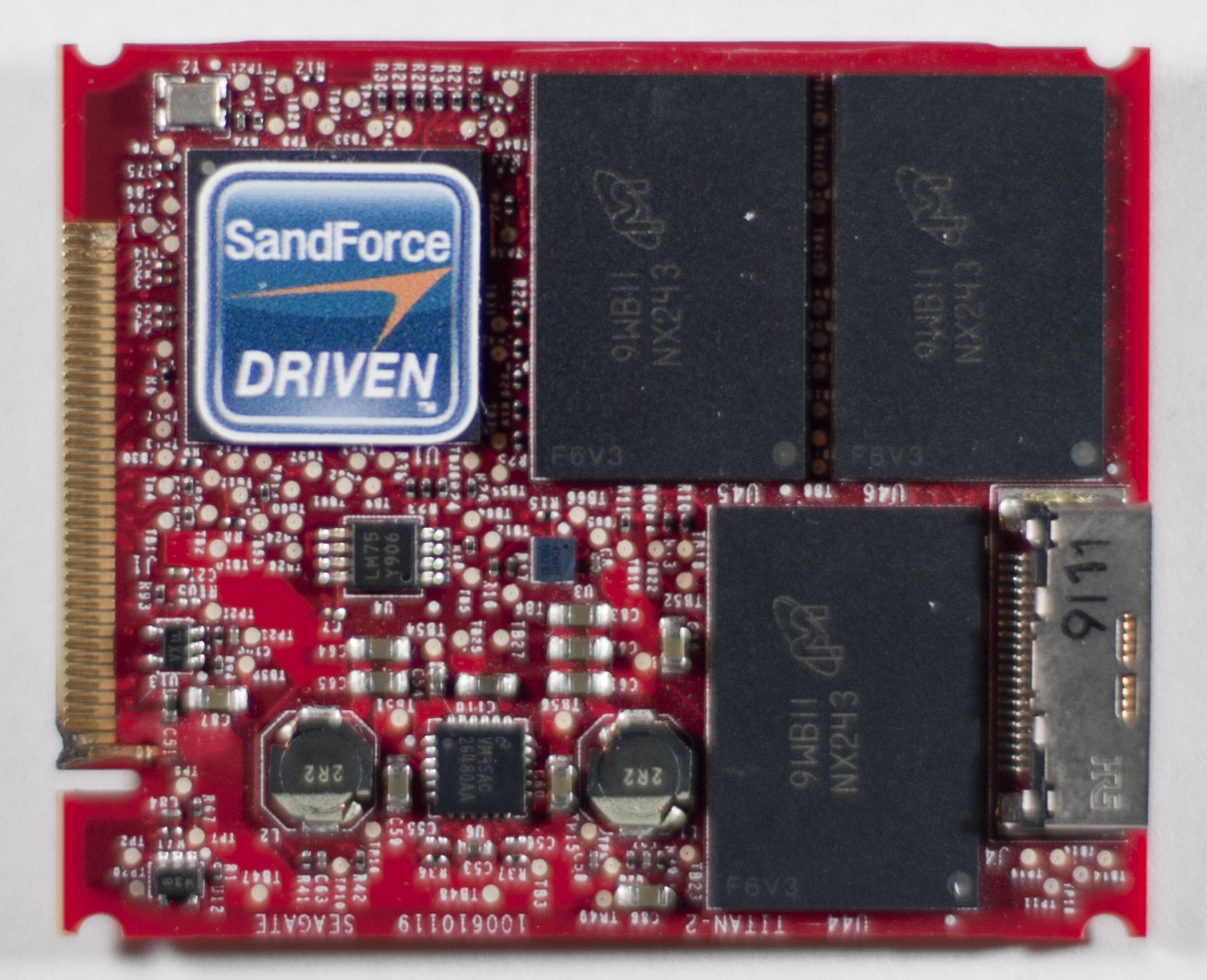
Um SSD SATA com conector personalizado

Os fatores de forma que eram mais comuns aos módulos de memória agora estão sendo usados pelos SSDs para aproveitar sua flexibilidade no layout dos componentes. Alguns deles incluem PCIe, Mini-PCIe, mini-DIMM, MO-297 e muito mais. O SATADIMM da Viking Techonology usa um slot DDR3 DIMM vazio na placa-mãe para fornecer energia ao SSD com um conector SATA separado para fornecer a conexão de dados de volta ao computador. O resultado é um SSD fácil de instalar com capacidade igual às unidades que normalmente ocupam um compartimento de unidade completo de 2,5 polegadas. Pelo menos um fabricante, Innodisk, produziu uma unidade que fica diretamente no conector SATA (SATADOM) na placa mãe sem a necessidade de um cabo de alimentação. Alguns SSDs são baseados no fator de forma PCIe e conectam a interface de dados e a alimentação através do conector PCIe ao host. Essas unidades podem usar controladores flash PCIe diretos ou um dispositivo de pont PCI-e-para-SATA que se conecta a controladores flash SATA.

### Fatores de forma de matriz de grade de bola
No início dos anos 2000, algumas empresas introduziram SSDs em formatos Ball Grid Array (BGA), como o DiskOnChip (agora SanDisk) da M-Systems e o NANDrive da Silicon Storage Technology (agora produzido pela Greenliant Systems), e M1000 da Memoright para uso em sistemas embarcados. Os principais benefícios dos SSDs BGA são seu baixo consumo de energia, tamanho de pacote de chip pequeno para caber em subsistemas compacos e que podem ser soldados diretamente na placa-mãe do sistema para reduzir os efeitos adversos de vibração e choque.
Essas unidades incorporadas geralmente aderem aos padrões eMMC e eUFS.

## Comparação com outras tecnologias

### Unidades de disco rígido

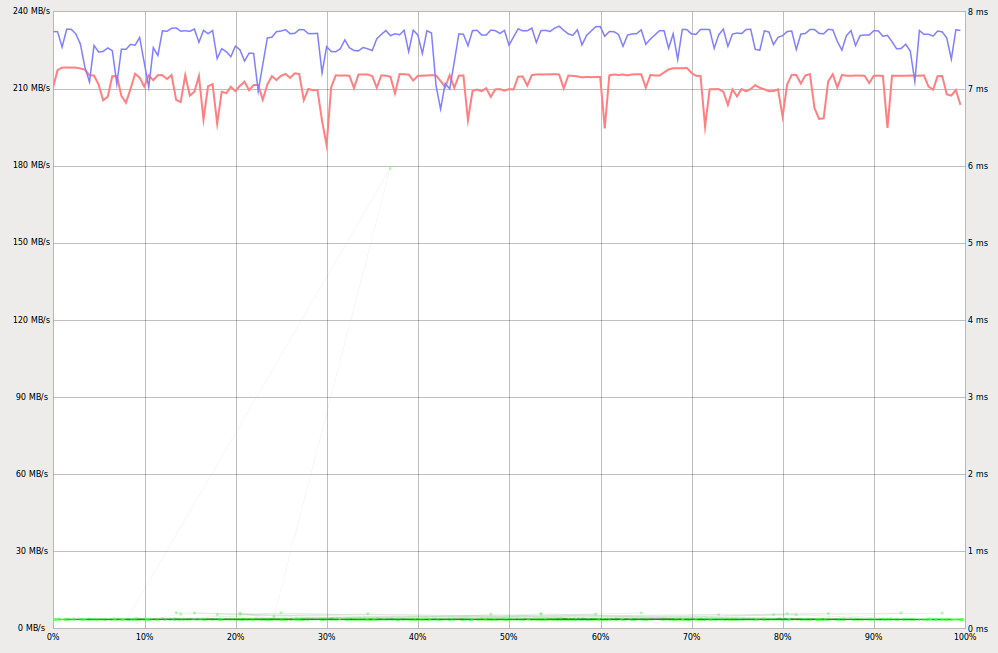
benchmark SSD, mostrando cerca de 230 MB/s de velocidade de leitura (azul), 210 MB/s de velocidade de gravação (vermelho) e cerca de 0,1 ms de tempo de busca (verde), todos independentes da localização do disco acessado.

Fazer uma comparação entre SSDs e HDDs comuns (giratórios) é difícil. Os benchmarks de HDD tradicionais tendem a se concentrar nas características de desempenho que são ruins com HDDs, como latência rotacional e tempo de busca. COmo os SSDs não precisa girar ou procurar localizar dados, eles podem se mostrar muito superiores aos HDDs em tais testes. No entando, os SSDs têm desafios com leituras e gravações mistas e seu desempenho pode diminuir com o tempo. O teste de SSD deve começar a partir da unidade completa (em uso), pois a unidade nova e vazia (fresca, pronta para uso) pode ter desempenho de gravação muito melhor do que mostraria após apenas algumas semanas de uso.
A maioria das vantagens das unidades de estado sólido sobre os discos rígidos tradicionais se deve à sua capacidade de acessar dados completamente eletronicamente em vez de eletromecanicamente, resultando em velocidades de transferência superiores e robustez mecânica. Por outro lado, as unidades de disco rígido oferecem capacidade significativamente maior por seu preço.
Algumas taxas de falha de campo indicam que os SSDs são significativamente mais confiáveis que os HDDS mas outros não. No entanto, os SSDs são especialmente sensíveis a interrupções repentinas de energia, resultando em gravações abortadas ou até mesmo em casos de perda completa da unidade. A confiabilidade de HDDs e SSDs varia muito entre os modelos.
Assim como nos HDDs, há uma compensação entre custos e desempenho de diferentes SSDs. Os SSDs de célula de nível único (SLC), embora significativamente mais caros que os SSDs de vários níveis (MLC), oferecem uma vantagem significativa de velocidade. Ao mesmo tempo, o armazenamento de estado sólido baseado em DRAM é atualmente considerado o mais rápido e mais caro, com tempos médios de resposta de 10 microssegundos em vez da média de 100 microssegundos de outros SSDs. Os dispositivos flash corporativos (EFDs) são projetados para lidar com as demandas de aplicativos de nível 1 com desempenho e tempos de resposta semelhantes aos SSDs mais baratos.
Em HDDs tradicionais, um arquivo reescrito geralmente ocupará o mesmo local na superfície do disco que o arquivo original, enquanto em SSDs a nova cópia geralmente será gravada em diferentes células NAND para fins de nivelamento de desgaste. Os algoritmos de nivelamento de desgaste são complexos e difíceis de testas exaustivamente; como resultado, uma das principais causas de perda de dados em SSDs são os bugs de firmware.
A tabela a seguir mostra uma visão detalhada das vantagens e desvantagens de ambas as tecnologias. As comparações refletem características tíicas e podem não ser válidas para um dispositivo específico.
| Atributo ou característica                                                 | Disco de Estado Sólido | Drive de disco rígido |
| -------------------------------------------------------------------------- | --- | --- |
| Preço por capacidade                                                       | Os SSDs geralmente são mais caros que os HDDs e devem permanecer assim até a década de 2020. Preço do SSD no primeiro trimestre de 2018 em torno de 30 centavos (EUA) por gigabyte com base em modelos de 4 TB. Os preços geralmente caíram anualmente e, a partir de 2018, espera-se que continuem a cair. | Preço do HDD no primeiro trimestre de 2018 em torno de 2 a 3 centavos (EUA) por gigabyte com base em modelos de 1 TB. Os preços geralmente caíram anualmente e, a partir de 2018, espera-se que continuem a cair. |
| Capacidade de armazenamento                                                | Em 2018, os SSDs estavam disponíveis em tamanhos de até 100 TB, mas menos dispendiosos, os modelos de 120 a 512 GB eram mais comuns. | Em 2018, estavam disponíveis HDDs de até 16 TB. |
| Confiabilidade – retenção de dados                                         | Se deixados sem energia, os SSDs desgastados normalmente começam a perder dados após cerca de um a dois anos de armazenamento, dependendo da temperatura. Novas unidades devem reter dados por cerca de dez anos. Dispositivos baseados em MLC e TLC tendem a perder dados mais cedo do que dispositivos baseados em SLC. Os SSDs não são adequados para uso de arquivamento. | Se mantidos em um ambiente seco e com baixas temperaturas, os HDDs podem reter seus dados por um longo período de tempo, mesmo sem energia. No entanto, as peças mecânicas tendem a coagular com o tempo e a unidade não gira após alguns anos de armazenamento. |
| Confiabilidade – longevidade                                               | Os SSDs não têm partes móveis para falhar mecanicamente, portanto, em teoria, devem ser mais confiáveis que os HDDs. No entanto, na prática, isso não é claro. Cada bloco de um SSD baseado em flash só pode ser apagado (e, portanto, gravado) um número limitado de vezes antes de falhar. Os controladores gerenciam essa limitação para que as unidades possam durar muitos anos em uso normal. SSDs baseados em DRAM não têm um número limitado de gravações. No entanto, a falha de um controlador pode tornar um SSD inutilizável. A confiabilidade varia significativamente entre diferentes fabricantes e modelos de SSD, com taxas de retorno chegando a 40% para unidades específicas. Muitos SSDs falham criticamente em quedas de energia; uma pesquisa de dezembro de 2013 de muitos SSDs descobriu que apenas alguns deles são capazes de sobreviver a múltiplas quedas de energia. Um estudo do Facebook descobriu que o layout de dados esparsos no espaço de endereço físico de um SSD (por exemplo, dados alocados de forma não contígua), layout de dados denso (por exemplo, dados contíguos) e temperatura operacional mais alta (que se correlaciona com a energia usada para transmitir dados) cada leva ao aumento das taxas de falha entre os SSDs. No entanto, os SSDs passaram por muitas revisões que os tornaram mais confiáveis e duradouros. Os novos SSDs no mercado hoje usam circuitos de proteção contra perda de energia, técnicas de nivelamento de desgaste e estrangulamento térmico para garantir a longevidade. | Os HDDs têm partes móveis e estão sujeitos a possíveis falhas mecânicas devido ao desgaste resultante, portanto, em teoria, devem ser menos confiáveis que os SSDs. No entanto, na prática, isso não é claro. O próprio meio de armazenamento (prato magnético) não se degrada essencialmente nas operações de leitura e gravação. De acordo com um estudo realizado pela Carnegie Mellon University para HDDs de nível empresarial e de consumo, sua taxa média de falhas é de 6 anos e a expectativa de vida é de 9 a 11 anos. No entanto, o risco de perda de dados repentina e catastrófica pode ser menor para HDDs. Quando armazenado offline (sem alimentação na prateleira) a longo prazo, o meio magnético do HDD retém dados significativamente mais tempo do que a memória flash usada em SSDs. |
| Tempo de inicialização                                                     | Quase instantâneo; sem componentes mecânicos para preparar. Pode precisar de alguns milissegundos para sair do modo automático de economia de energia. | A rotação da unidade pode levar vários segundos. Um sistema com muitas unidades pode precisar escalonar a rotação para limitar a potência de pico consumida, que é brevemente alta quando um HDD é iniciado pela primeira vez. |
| Desempenho de acesso sequencial                                            | Em produtos de consumo, a taxa de transferência máxima normalmente varia de cerca de 200 MB/s a 3500 MB/s, dependendo da unidade. Os SSDs corporativos podem ter taxa de transferência de vários gigabytes por segundo. | Uma vez que a cabeça esteja posicionada, ao ler ou escrever uma faixa contínua, um HDD moderno pode transferir dados a cerca de 200 MB/s. A taxa de transferência de dados depende também da velocidade de rotação, que pode variar de 3.600 a 15.000 rpm e também da pista (a leitura das pistas externas é mais rápida). A velocidade de transferência de dados pode ser de até 480 MB/s (experimental). |
| Desempenho de acesso aleatório                                             | Tempo de acesso aleatório normalmente abaixo de 0,1 ms. Como os dados podem ser recuperados diretamente de vários locais da memória flash, o tempo de acesso geralmente não é um grande gargalo de desempenho. O desempenho de leitura não muda com base em onde os dados são armazenados. Em aplicativos, onde as buscas por disco rígido são o fator limitante, isso resulta em tempos de inicialização e inicialização de aplicativos mais rápidos (consulte a Lei de Amdahl). A tecnologia SSD pode fornecer velocidade de leitura/gravação bastante consistente, mas quando muitos blocos menores individuais são acessados, o desempenho é reduzido. A memória flash deve ser apagada antes de poder ser regravada. Isso requer um número excessivo de operações de gravação além do pretendido (um fenômeno conhecido como amplificação de gravação ), o que afeta negativamente o desempenho. Os SSDs normalmente apresentam uma redução pequena e constante no desempenho de gravação ao longo de sua vida útil, embora a velocidade média de gravação de algumas unidades possa melhorar com o tempo. | O tempo de latência de leitura é muito maior que os SSDs. O tempo de acesso aleatório varia de 2,9 (unidade de servidor de ponta) a 12 ms (HDD de laptop) devido à necessidade de mover as cabeças e esperar que os dados girem sob a cabeça magnética. O tempo de leitura é diferente para cada busca diferente, uma vez que a localização dos dados e a localização da cabeça são provavelmente diferentes. Se dados de diferentes áreas do prato devem ser acessados, como em arquivos fragmentados, os tempos de resposta serão aumentados pela necessidade de buscar cada fragmento. |
| Impacto da fragmentação do sistema de arquivos                             | Há um benefício limitado na leitura de dados sequencialmente (além dos tamanhos de bloco FS típicos, digamos 4 KiB), tornando a fragmentação insignificante para SSDs. A desfragmentação causaria desgaste ao fazer gravações adicionais das células flash NAND, que têm um ciclo de vida limitado. No entanto, mesmo com SSDs, há um limite prático de quanta fragmentação certos sistemas de arquivos podem sustentar; quando esse limite é atingido, as alocações de arquivos subsequentes falham. Consequentemente, a desfragmentação ainda pode ser necessária, embora em menor grau. | Alguns sistemas de arquivos, como o NTFS, tornam-se fragmentados com o tempo se forem escritos com frequência; a desfragmentação periódica é necessária para manter o desempenho ideal. |
| Ruído acústico                                                             | Os SSDs não têm partes móveis e, portanto, são silenciosos, embora, em alguns SSDs, possa ocorrer ruído de alta frequência do gerador de alta tensão (para apagar blocos). | Os HDDs possuem partes móveis (cabeças, atuator, e motor do fuso) e emitem sons característicos de zumbido e clique; os níveis de ruído variam dependendo do RPM, mas podem ser significativos (embora muitas vezes sejam muito mais baixos do que o som dos ventiladores). Os discos rígidos de laptop são relativamente silenciosos. |
| Controle de temperatura                                                    | Um estudo do Facebook descobriu que em temperaturas operacionais acima de 40°C (104°F), a taxa de falhas entre os SSDs aumenta com a temperatura. No entanto, este não foi o caso de unidades mais recentes que empregam thermal throttling, embora com um custo potencial para o desempenho. Na prática, os SSDs geralmente não requerem nenhum resfriamento especial e podem tolerar temperaturas mais altas do que os HDDs. Alguns SSDs, incluindo modelos empresariais de última geração instalados como placas complementares ou dispositivos de compartimento de 2,5 polegadas, podem ser fornecidos com dissipadores de calor para dissipar o calor gerado, exigindo certos volumes de fluxo de ar para operar. | Temperaturas ambientes acima de 35 °C (95 °F) podem reduzir a vida útil de um disco rígido e a confiabilidade será comprometida em temperaturas da unidade acima de 55 °C (131 °F). O resfriamento do ventilador pode ser necessário se as temperaturas excederem esses valores. Na prática, HDDs modernos podem ser usados sem arranjos especiais para resfriamento. |
| Temperatura operacional mais baixa                                         | Os SSDs podem operar a −55 °C (−67 °F). | A maioria dos HDDs modernos pode operar a 0 °C (32 °F). |
| Altitude mais alta durante a operação                                      | SSDs não têm problemas com isso. | Os HDDs podem operar com segurança a uma altitude de no máximo 3.000 metros (10.000 pés). Os HDDs não funcionarão em altitudes acima de 12.000 metros (40.000 pés). Com a introdução de HDDs cheios de hélio (selados), espera-se que isso seja um problema menor. |
| Mudar de um ambiente frio para um ambiente mais quente                     | SSDs não têm problemas com isso. Devido ao mecanismo de estrangulamento térmico, os SSDs são mantidos seguros e impedidos de desequilíbrio de temperatura. | Pode ser necessário um certo tempo de aclimatação ao mover alguns HDDs de um ambiente frio para um ambiente mais quente antes de operá-los; dependendo da umidade, pode ocorrer condensação nos cabeçotes e/ou discos e a operação imediata resultará em danos a esses componentes. Os HDDs de hélio modernos são selados e não apresentam esse problema. |
| Orifício de respiro                                                        | Os SSDs não requerem um orifício de respiro. | A maioria dos HDDs modernos requer um orifício de respiro para funcionar corretamente. Os dispositivos cheios de hélio são selados e não possuem furos. |
| Suscetibilidade a fatores ambientais                                       | Sem partes móveis, muito resistente a choques, vibrações, movimentos e contaminação. | As cabeças que voam acima de pratos que giram rapidamente são suscetíveis a choques, vibrações, movimentos e contaminação que podem danificar o meio. |
| Instalação e montagem                                                      | Não sensível à orientação, vibração ou choque. Normalmente não há circuitos expostos. Os circuitos podem ser expostos em um dispositivo em forma de cartão e não devem ser curto-circuitados por materiais condutores. | Os circuitos podem ser expostos e não devem ser curto-circuitados por materiais condutores (como o chassi de metal de um computador). Deve ser montado para proteger contra vibração e choque. Alguns HDDs não devem ser instalados em uma posição inclinada. |
| Suscetibilidade a campos magnéticos                                        | Baixo impacto na memória flash, mas um pulso eletromagnético danificará qualquer sistema elétrico, especialmente circuitos integrados. | Em geral, ímãs ou surtos magnéticos podem resultar em corrupção de dados ou danos mecânicos aos componentes internos da unidade. A caixa de metal do drive fornece um baixo nível de blindagem aos pratos magnéticos. |
| Peso e tamanho                                                             | Os SSDs, essencialmente dispositivos de memória semicondutores montados em uma placa de circuito, são pequenos e leves. Eles geralmente seguem os mesmos fatores de forma dos HDDs (2,5 polegadas ou 1,8 polegadas) ou são PCBs simples (M.2 e mSATA). Os gabinetes na maioria dos modelos convencionais, se houver, são feitos principalmente de plástico ou metal leve. Modelos de alta performance costumam ter dissipadores de calor acoplados ao aparelho, ou possuem gabinetes volumosos que servem como dissipador de calor, aumentando seu peso. | Os HDDs são geralmente mais pesados que os SSDs, pois os gabinetes são feitos principalmente de metal e contêm objetos pesados, como motores e grandes ímãs. As unidades de 3,5 polegadas normalmente pesam cerca de 700 gramas (1,5 lb). |
| Limitações de escrita segura                                               | A memória flash NAND não pode ser substituída, mas deve ser regravada em blocos apagados anteriormente. Se um programa de criptografia de software criptografar dados que já estão no SSD, os dados substituídos ainda estarão desprotegidos, não criptografados e acessíveis (a criptografia de hardware baseada em unidade não apresenta esse problema). Além disso, os dados não podem ser apagados com segurança substituindo o arquivo original sem procedimentos especiais de "Apagamento seguro" integrados à unidade. | Os HDDs podem sobrescrever dados diretamente na unidade em qualquer setor específico. No entanto, o firmware da unidade pode trocar blocos danificados por áreas sobressalentes, portanto, bits e peças ainda podem estar presentes. Os HDDs de alguns fabricantes preenchem toda a unidade com zeros, incluindo setores realocados, no comando ATA Secure Erase Enhanced Erase. |
| Simetria de desempenho de leitura/gravação                                 | SSDs mais baratos normalmente têm velocidades de gravação significativamente menores do que suas velocidades de leitura. SSDs de alto desempenho têm velocidades de leitura e gravação semelhantes. | Os HDDs geralmente têm tempos de busca um pouco mais longos (piores) para gravação do que para leitura. |
| Disponibilidade gratuita de blocos e TRIM                                  | O desempenho de gravação do SSD é significativamente afetado pela disponibilidade de blocos programáveis gratuitos. Blocos de dados escritos anteriormente que não estão mais em uso podem ser recuperados pelo TRIM; entretanto, mesmo com TRIM, menos blocos livres causam desempenho mais lento. | Os HDDs não são afetados por blocos livres e não se beneficiam do TRIM. |
| Consumo de energia                                                         | SSDs baseados em flash de alto desempenho geralmente exigem metade a um terço da potência dos HDDs. Os SSDs DRAM de alto desempenho geralmente exigem tanta energia quanto os HDDs e devem ser conectados à energia mesmo quando o resto do sistema está desligado. Tecnologias emergentes como DevSlp podem minimizar os requisitos de energia de unidades ociosas. | Os HDDs de menor potência (tamanho de 1,8 polegadas) podem usar apenas 0,35 watts quando ociosos. As unidades de 2,5 polegadas normalmente usam de 2 a 5 watts. As unidades de 3,5 polegadas de maior desempenho podem usar até cerca de 20 watts. |
| Densidade máxima de armazenamento em área (Terabits por polegada quadrada) | 2.8 | 1.2 |

### Cartões de memória

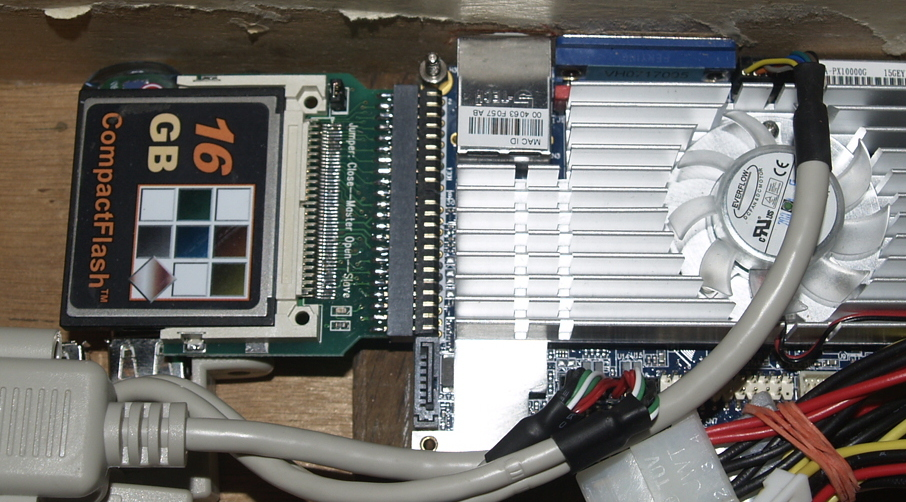
Cartão CompactFlash usado como um SSD

Embora os cartões de memória e a maioria dos SSDs usem memória flash, eles atendem a mercados e propósitos muito diferentes. Cada um tem vários atributos diferentes que são otimizados e ajustados para melhor atender às necessidades de usuários específicos. ALgumas dessas características incluem consumo de energia, desempenho, tamanho e confiabilidade.
Os SSDs foram originalmente projetados para uso em um sistema de computador. As primeiras unidades destinavam-se a substituir ou aumentar os discos rígidos, de modo que o sistema operacional os reconhecia como disco rígido. Originalmente, as unidades de estado sólido eram moldadas e montadas no computador como discos rígidos. Mais tarde os SSDs tornaram-se menores e mais compactos, eventualmente desenvolvendo seus próprios fatores de forma exclusivos, como o formato M.2. O SSD foi projetado para ser instalado permanentemente dentro de um computador.
Em contraste, os cartões de memória (como Secure Digital (SD), CompactFlash (CF) e muitos outros) foram originalmente projetados para câmeras digitais e mais tarde chegaram a telefones celulares, dispositivos de jogos, unidades de GPS, etc. fisicamente menores que SSDs e projetados para serem inseridos e removidos repetidamente.

## Falhas no SSD
Os SSDs têm modos de falha muito diferentes dos discos rígidos magnéticos tradicionais. Como as unidades de estado sólido não contêm partes móveis, elas geralmente não estão sujeitas a falhas mecânicas. Em vez disso, outros tipos de falha são possíveis (por exemplos, gravações incompletas ou com falha devido a uma falha repentina de energia podem ser um problema maior do que com HDDs, e se um chip falhar, todos os dados nele serão perdidos, um cenário não aplicável a acionamentos magnéticos). No geral, no entanto, estudos mostraram que os SSDs geralmente são altamente confiáveis e geralmente continuam funcionando muito além da vida útil esperada, conforme declarado pelo fabricante.
A durabilidade de um SSD deve ser fornecida em sua folha de dados em uma das duas formas:
- ou n DW/D (n gravações de unidade por dia)
- ou m TBW (máximo de terabytes gravados), TBW curto.[208]

Assim, por exemplo, um SSD Samsung 970 EVO NVMe M.2 (2018) com 1 TB tem uma autonomia de 600 TBW.

### Confiabilidade SSD e modos de falha
Uma investigação inicial da Techreport.com que decorreu de 2013 a 2015 envolveu vários SSDs baseados em flash sendo testados até a destruição para identificar como e em que ponto eles falharam. O site descobriu que todas as unidades "ultrapassaram suas especificações oficiais de resistência ao gravar centenas de terabytes sem problemas" - volumes dessa ordem excedendo as necessidades típicas do consumidor. O primeiro SSD a falhar foi baseado em TLC, com a unidade conseguindo gravar mais de 800 TB. Três SSDs no teste escreveram três vezes essa quantidade (quase 2,5 PB) antes de também falharem. O teste demonstrou a notável confiabilidade até mesmo dos SSDs do mercado consumidor.
Um estudo de campo de 2016 com base em dados coletados ao longo de seis anos nos data centers do Google e abrangendo "milhões" de dias de unidade descobriu que a proporção de SSDs baseados em flash que exigem substituição nos primeiros quatro anos de uso variou 4% a 10% dependendo do modelo. Os autores concluíram que os SSDs falham a uma taxa significativamente menor do que as unidades de disco rígido. (Em contraste, uma avaliação de 2016 de 71.940 HDDs encontrou taxas de falha comparáveis às dos SSDs do Google: os HDDs tiveram, em média uma taxa de falha anual de 1,95%.) O estudo também mostrou, no lado negativo, que os SSDs apresentam taxas significativamente mais altas de erros incorrigíveis (que causam perda de dados) do que os HDDS. Também levou a alguns resultados e implicações inesperados:
- No mundo real, os projetos baseados em MLC - considerados menos confiáveis do que os projetos SLC - geralmente são tão confiáveis quanto o SLC. (As descobertas afirmam que "o SLC geralmente não é mais confiável que o MLC".) Mas geralmente é dito que a duração da gravação é a seguinte:
  - SLC NAND: 100,000 apagamentos por bloco
  - MLC NAND: 5,000 a 10,000 apagamentos por bloco para aplicativos de média capacidade e 1.000 a 3.000 para aplicativos de alta capacidade
  - TLC NAND: 1,000 apagamentos por bloco
- A idade do dispositivo, medida por dias de uso, é o principoal fator na confiabilidade do SSD e não a quantidade de dados lidos ou gravados, que são medidos por terabytes gravados ou gravações de unidade por dia. Isso sugere que outros mecanismos de envelhecimento, como o "envelhecimento do silício", estão em jogo. A correlação é significativa (em torno de 0,2-,04).
- As taxas de erro de bit bruto (RBER) crescem lentamente com o desgaste - e não exponencialmente, como geralmente se supõe. O RBER não é um bom preditor de outros erros ou falha do SSD.
- A taxa de erro de bit incorrigível (UBER) é amplamente utilizada, mas também não é um bom preditor de falha. No entanto, as taxas de UBER de SSD são mais altas do que as de HDDs, portanto, embora não prevejam falhas, podem levar à perda de dados devido a blocos ilegíveis serem mais comuns em SSDs do que em HDDs. A conclusão afima que, embora mais confiável no geral, a taxa de erros incorrigíveis capazes de impactar um usuário é maior.
- "Bad blocks em novos SSDs são comuns, e unidades com um grande número de bad blocks são muito mais propensas a perder centenas de outros blocos, provavelmente devido a um flash die ou falha de chip. 30-80% dos SSDs desenvolvem pelo menos um bad block e 2-7% desenvolvem pelo menos um chip defeituoso nos primeiros quatro anos de implantação."
- Não há aumento acentuado nos eros após o tempo de vida esperado ser atingido.
- A maioria dos SSDs não desenvolve mais do que alguns blocos defeituosos, talves 2-4. Os SSDs que desenvolvem muitos blocos defeituosos geralmente desenvolvem muito mais (talvez centenas) e podem estar propensos a falhas. No entando, a maioria das unidades (99%+) são enviadas com blocos defeituosos de fabricação. A descoberta geral foi que os blocos defeituosos são comuns e 30 a 80% das unidades desenvolverão pelo menos um em uso, mas mesmo alguns blocos defeituosos (2 a 4) são um preditor de até centenas de blocos defeituosos pesteriormente. A contagem de blocos defeituosos na fabricação se correlaciona com o desenvolvimento posterior de outros blocos defeituosos. A conclusão do relatório acrescentou que os SSD tendem a ter "menos que um punhado" de blocos defeituosos ou "um grande número", e sugeriu que isso pode ser uma base para prever uma eventual falha.
- Cerca de 2 a 7% dos SSDs desenvolverão chips ruins nos primeiros quatro anos de uso. Mais de dois terços desses chips terão violado as tolerâncias e especificações de seus fabricantes, que normalnente garantem que não mais de 2% dos blocos em um chip falharão dentro de sua vida útil de gravação esperada.
- 96% dos SSDs que precisam de reparo (manutenção de garantia) precisam de reparo apenas uma vez na vida. Os dias entre os reparos variam de "alguns milhares de dias" a "quase 15.000 dias", dependendo do modelo.

### Recuperação de dados e exclusão segura
As unidades de estado sólido estabelecem novos desafios para as empresas de recuperação de dados, pois o métodos de armazenamento de dados não é linear e muito mais complexo do que o das unidades de disco rígido. A estratégia pela qual a uniadde opera internamente pode variar muito entre os fabricantes, e o comando TRIM zera todo o intervalo de um arquivo excluído. O nivelamento de desgaste também significa que o endereço físico dos dados e o endereço exposto ao sistema operacional são diferentes.
Quanto à exclusão segura de dados, o comando ATA Secure Erase pode ser usado. Um programa como o hdparm pode ser usado para esta finalidade.

### Métricas de confiabilidade
A JEDEC Solid State Technology Association (JEDEC) publicou padrões para métricas de confiabilidade:
- Taxa de erro de bit irrecuperável (UBER)
- Terabytes escritos (TBW) – o número de terabytes que podem ser gravados em uma unidade dentro de sua garantia
- Gravações de unidade por dia (DWPD) - o número de vezes que a capacidade total da unidade pode ser gravada por dia dentro de sua garantia

## Aplicações
Devido ao seu custo geralmente probitivo em relação aos HDDs da época, até 2009, os SSDs eram usados principalmente nos aspectos de aplicações de missão crítica em que a velocidade do sistema de armazenamento precisava ser a mais alta possível. Como a memória flash se tornou um componente comum dos SSDs, a queda nos preços e o aumento das densidades a tornaram mais econômica para muitas outras aplicações. Por exemplo, no ambiente de computação distribuída, os SSDs podem ser usados como bloco de construção para uma camada de cache distribuída que absorve temporariamente o grande volume de solicitações do usuário para o sistema de armazenamento de back-end baseado em HDD mais lento. Essa camada oferece largura de banda muito maior e menor latência do que o sistema de armazenamento e pode ser gerenciada de várias formas, como banco de dados de valor-chave distribuído e sistema de arquivos distribuído. Nos supercomputadores, essa camada é normalmente chamada de buffer de intermitência. Com essa camada rápida, os usuários geralmente experimentam um tempo de resposta do sistema mais curto. As organizações que podem se beneficiar do acesso mais rápido aos dados do sistema incluem empresas de negociação de ações, empresas de telecomunicações e streaming de mídia e empresas de edição de vídeo. A lista de aplicações que podem se beneficiar de um armazenamento mais rápido é vasta.
As unidades de estado sólido baseadas em flash podem ser usadas para criar dispositivos de rede a partir de hardware de computador pessoal de uso geral. Uma unidade flash protegida contra gravação contendo o sistema operacional e o software aplicativo pode substituir unidades de disco ou CD-ROMs maiores e menos confiáveis. Aplicações construídas desta forma podem fornecer uma alternativa barata para roteadores e hardwares de firewall caros.
Os SSDs baseados em um cartão SD com um sistema operacional SD ativo são facilmente bloqueados contra gravação. Combinado com um ambiente de computação em nuvem ou outro meio gravável, para manter a persistência um sistema operativo inicializado a partir de um cartão SD bloqueado por gravação é robusto, confiável e impermeável à corrupção permanente. Se o sistema operacional em execução se degradar, basta desligar e ligar a máquina para retornar ao seu estado inicial não corrompido e, portanto, é particularmente sólido. O sistema operacional instalado no cartão SD não requer a remoção de componentes corrompidos, pois foi bloqueado para gravação, embora qualquer mídia gravada possa precisar ser restaurada.

### Cache do disco rígido
Em 2011, a Intel introduziu um mecanismo de cache para seu chipset Z68 (e derivados móveis) chamado Smart Response Technology, que permite que um SSD SATA seja usado como cache (configurável como write-through ou write-back) para uma unidade de disco rígido magnética convencional. Uma tecnologia semelhante está disponível na placa PCIe RocketHybrid da HighPoint.
As imodades híbridas de estado sólido (SSHDs) são baseadas no mesmo princípio, mas integram uma certa quantidade de memória flash a bordo de uma unidade convencional em vez de usar um SSD separado. A camada flash nessas unidades pode ser acessada independentemente do armazenamento magnético pelo host usando comandos ATA-8, permitindo que o sistema operacional a gerencie. Por exemplo, a tecnologia ReadyDrive da Microsoft armazena explicitamente partes do arquivo de hibernação no cache dessas unidades quando o sistema hiberna, tornando a retomada subsequente mais rápida.
Os sistemas híbridos de unidade dupla combinam o uso de dispositivos SSD e HDD separados instalados no mesmo computador, com otimização geral do desempenho gerenciada pelo usuário do computador ou pelo software do sistema operacional do computador. Exemplos deste tipo de sistema são bcache e dm-cache no Linux, e Fusion Drive da Apple.

## Suporte ao sistema de arquivos para SSDs
Normalmente, os mesmos sistemas de arquivos usados em unidades de disco rígido também podem ser usados em unidades de estado sólido. Geralmente, espera-se que o sistema de arquivos suporte o comando TRIM, que ajuda o SSD a reciclar dados descartados (o suprote para TRIM chegou alguns anos depois dos próprios SSDs, mas agora é quase universal). Isso significa que o sistema de arquivos não precisa gerenciar o nivelamento de desgaste ou outras características da memória flash, pois elas são tratadas internamente pelo SSD. Alguns sistemas de arquivos estruturados em log (por exemplo, F2FS, JFFS2) ajudam a reduzir a amplificação de gravação em SSDs, especialmente em situações em que apenas quantidades muito pequenas de dados são alteradas, como ao atualizar metadados do sistema de arquivos.
Embora não seja um recurso nativo dos sitemas de arquivos, os sistemas operacionais também devem ter como objetivo alinhar as partições corretamente, o que evita ciclos excessivos de leitura-modificação-gravação. Uma prática típica para computadores pessoais é ter cada partição alinhada para iniciar em uma marca de 1 MiB (= 1,048,576 bytes), que abrange todos os cenários comuns de tamanho de bloco e página SSD, pois é divisível por todos os tmanhos comumente usados - 1 MiB, 512 KiB, 128 KiB, 4 KiB e 512 B. O software de instalação do sistema operacional moderno e as ferramentas de disco lidam com isso automaticamente.

### Linux
O suporte inicial para o comando TRIM foi adicionado à versão 2.6.28 da linha principal do kernel Linux.
Os sistemas de arquivos ext4, Btrfs, XFS, JFS e F2FS incluem suporte para a função de descarte (TRIM ou UNMAP).
O suporte do kernel para a operação TRIM fopi introduzido na versão 2.6.33 da linha principal do kernel Linux, lançada em 24 de fevereiro de 2010. Para utilizá-lo, um sistema de arquivos deve ser montado usando o parâmetro discard. As partições de troca Linux executam, por padrão, operações de descarte quando a unidade subjacente suporta TRIM, com a possibilidade de desativá-las ou de selecionar entre operações de descarte únicas ou contínuas. O suporte para TRIM enfileirado, que é um recurso SATA 3.1 que resulta em comandos TRIM que não interrompem as filas de comando, foi introduzido no kernel Linux 3.12, lançado em 2 de novembro de 2013.
Uma alternativa para a operação TRIM no nível do kernel é usar um utilitário de espaço do usuário chamado fstrim que passa por todos os blocos não utilizados em um sistema de arquivos e despacha comandos TRIM para essas áreas. fstrim utilitário geralmente é executado pelo cron como uma tarefa agendada. A partir de novembro de 2013, ele é usado pela distribuição Ubuntu, do Linux, na qual é habilitado apenas para unidades de estado sólido Intel e Samsung por motivos de confiabilidade; a verificação do fornecedor pode ser desabilitado editando o arquivo /etc/cron.weekly/fstrim usando as instruções contidas no próprio arquivo.
Desde 2010, os utilitários de unidade Linux padrão cuidam do alinhamento de partição apropriado por padrão.

#### Considerações de desempenho do Linux

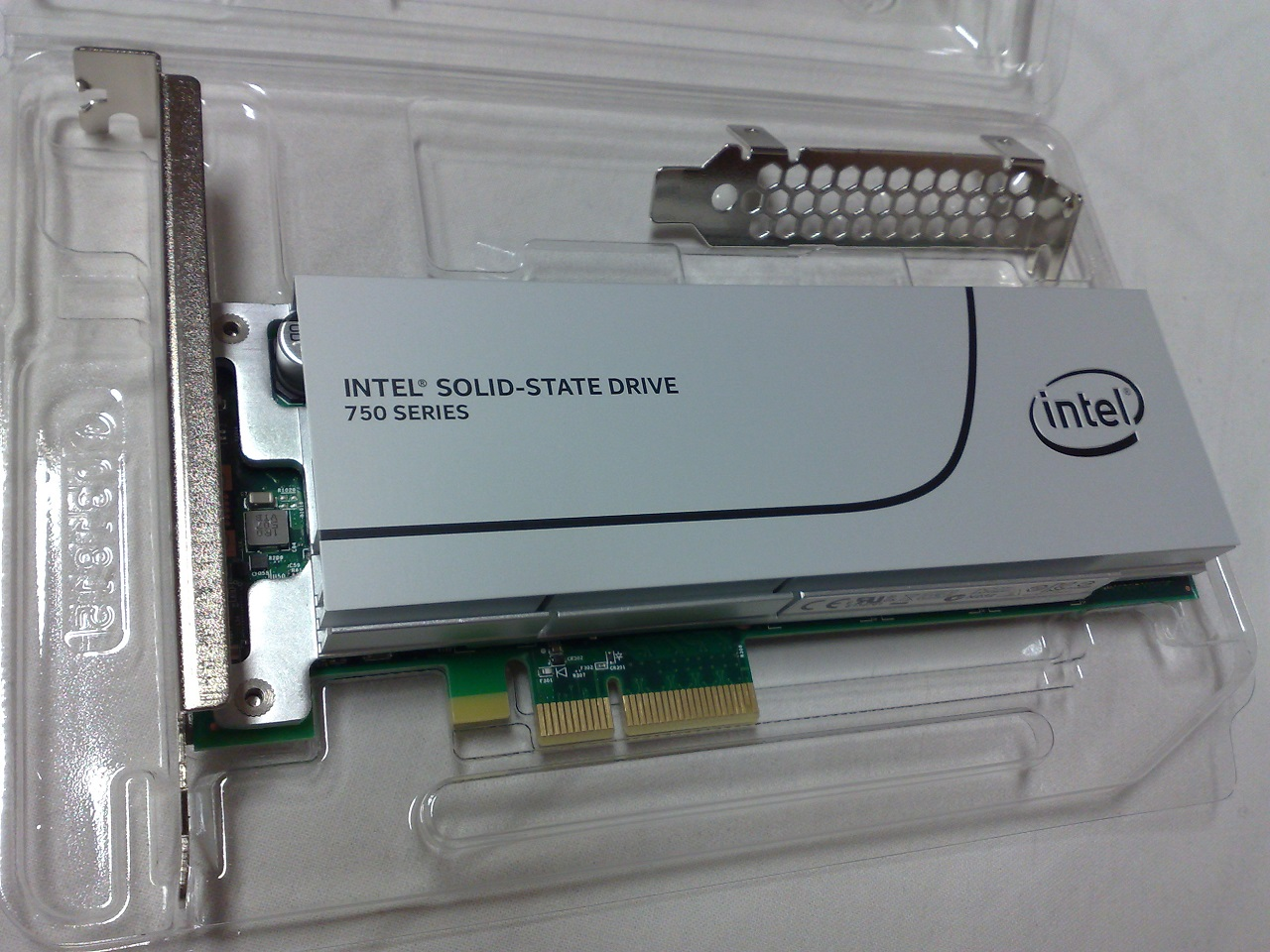
Um SSD que usa NVM Express como interface de dispositivo lógico, na forma de uma placa de expansão PCI Express 3.0 ×4

Durante a instalação, as distribuições Linux geralmente não configuram o sistema instalado para usar o TRIM e, portanto, o /etc/fstab arquivo requer modificações manuais. Isso ocorre devido à noção de que a implementação atual do comando TRIM do Linux pode não ser a ideal. Foi comprovado que causa uma degradação de desempenho em vez de um aumento de desempenho em determindadas circunstâncias. A partir de janeiro de 2014, o Linux envia um comando TRIM individual para cada setor, em vez de uma lista vetorizada definindo um intervalo TRIM conforme recomendado pela especificação TRIM.
Por motivos de desempenho, é recomendável alternar o agendador de E/S do padrão CFQ (Completely Fair Queuing) para NOOP ou Deadline. O CFQ foi projetado para mídia magnética tradicional e busca otimização, portanto, muitos desses esforços de agendamento de E/S são desperdiçados quando usados com SSDs. Como parte de seus projetos, os SSDs oferecem níveis muito maiores de paralelismo para operações de E/S, por isso é preferível deixar as decisões de agendamento para sua lógica interna - especialmente para SSDs de última geração.
Uma camada de bloco escalável para armazenamento SSD de alto desempenho, conhecida como blk-multiqueue ou blk-mq e desenvolvida principalmente pelos engenheiros da Fusion-io, foi incorporada à linha principal do kernel Linux na versão 3.13 do kernel, lançada em 19 de janeiro de 2014. Isso aproveita o desempenho oferecido por SSDs e NVMe, permitindo taxas de envio de E/S muito mais altas. Com esse novo design da camada de bloco do kernel Linux, as filas internas são divididas em dois níveis (filas por CPU e de envio de hardware), removendo assim gargalos e permitindo níveis muito mais altos de paralelização de E/S. A partir da versão 4.0 do kernel Linux, lançado em 12 de abril de 2015, o driver de bloco VirtlO, o SCSI (camada que é usada por drivers Serial ATA), estrutura de mapeador de dispositivo, driver de dispositivo de loop, driver de imagens de bloco não classificadas (UBI) (que implementa a camada de gerenciamento de bloco de apagamento para dispositivos de memória flash) e driver RBD (que exporta objetos Ceph RADOS como dispositivos de bloco) foram modificados para realmente usar essa nova interface; outros drivers serão portados nas versões a seguir.

### MacOS
Versões desde Mac OS X 10.6.8 (Snow Leopard) suportam TRIM, mas apenas quando usads com um SSD adquirido pela Apple. O TRIM não é ativado aumentaticamente para unidades de terceiros, embora possa ser ativado usando utilitários de terceiros, como o Trim Enabler. O status do TRIM pode ser verificado no aplicativo de Informações do sistema ou na system_profiler ferramenta de linha de comando.
As versões desde o OS X 10.10.4 (Yosemite) incluem sudo trimforce enable um comendo Terminal que habilita o TRIM em SSDs que não são da Apple. Há também uma técnica para habilitar o TRIM em versões anteriores ao Mac OS X 10.6.8, embora permaneça incerto se o TRIM é realmente utilizado corretamente nesses casos.

### Microsoft Windows
Antes da versão 7, o Microsoft Windows não tomava nenhuma medida específica para oferecer suporte a unidades de estado sólido. A partir do Windows 7, o sistema de arquivos NTFS padrão oferece suporta para o comando TRIM. (Outros sistemas de arquivos no Windows 7 não suportam TRIM.)
Por padrão, o Windows 7 e as versões mais recentes executam comandos TRIM automaticamente se o dispositivo for detectado como uma unidade de estado sólido. No entando, como o TRIM redefine irreversivelmente todo o espaço liberado, por ser desejável desabilitar o suporte onde a ativação da recuperação de dados é preferível ao nivelamento de desgaste. Para alterar o comportamento, na chave do Registro HKEY_LOCAL_MACHINE\SYSTEM\CurrentControlSet\Control\FileSystem valor DisableDeleteNotification pode ser definido como 1. Isso impede que o driver de armazenamento em massa emita o comando TRIM.
O Windows implementa o comando TRIM para mais do que apenas operações de exclusão de arquivo. A operação TRIM é totalmente integrada com comandos de nível de partição e volumento como format e delete, com comandos de sistema de arquivos relacionados a truncar e compactação e com o recurtso Restauração do sistema (também conhecido como Instantâneo de volume).

#### Windows Vista
O Windows Vista geralmente espera unidades de disco rígido em ves de SSDs. O Windows Vista inclui o ReadyBoost para explrar as características de dispositivos flash conectados por USB< mas para SSDs ele apenas melhorar o alinhamento de partição padrão para evitar operações de leitura-modificação-gravação que reduzem a velocidade de SSDs. A maioria dos SSDs é normalmente dividida em setores de 4 KiB, enquanto a maioria dos sistemas é baseada em setores de 512 Bytes com suas configurações de partição padrão desalinhadas aos limites de 4 KiB.

#### Desfragmentação
A desfragmentação deve ser desabilitada em unidades de estado sólido porque a localização dos componentes de arquivo em um SSD não afeta significativamente seu desempenho, mas mover os arquivos para torná-los contíguos usando a rotina de desfragmentação do Windows causará desgaste de gravação desnecessário no número limitado de Ciclos P/E no SSD. O recurso SuperFetch não melhorará substancialmente o desempenho e causará sobrecarga adicional no sistema e no SSD, embora não cause desgaste. O Windows Vista não envia o comando TRIM para unidades de estado sólido, mas alguns utilitários de terceiros, como SSD Doctor, verificam periodicamente a unidade e as entradas TRIM apropriadas.

#### Windows 7
O Windows 7 e versões posteriores têm suporte nativo para SSDs. O sistema operacional detecta a presença de um SSD e otimiza a operação de acordo. Para dispositivos SSD, o Windows desativa as operações SuperFetch e ReadyBoost, tempo de inicializaçlão e pré-busca de aplicativos. Apesar da declaração inicial de Steven Sinofsky antes do lançamento do Windows 7, no entanto, a desfragmentação não está desabilitada, embora seu comportamento em SSDs seja diferente. Um dos motivos é o baixo desempenho do Serviço de Cópias de Sombra de Volume em SSDs fragmetados. A segunda razão é evitar atingir o número máximo prático de fragmentos de arquivo que um volume pode manipular. Se esse máximo for atingido as tentativas subsequentes de gravação na unidade falharão com uma mensagem de erro.
O Windows 7 também inclui suporte para o comando TRIM para reduzir a coleta de lixo para dodos que o sistema operacional já determinou que não são mais válidos. Sem suporte para TRIM, o SSD não saberia que esses dados são inválidos e continuaria a reescrevê-los desnecessariamente durante a coleta de lixo, causando mais desgaste no SSD. É benéfico fazer algumas alterações que impeçam que os SSDs sejam tratados mais como HDDs, por exemplo, cancelar a desgragmentação, não preenchê-los com mais de 75% da capacidade, não armazenar arquivos gravados com frequeência, como arquivos de log e temporários, se um disco rígido está disponível e habilita o processo TRIM.

#### Windows 8.1 e posterior
Os sistemas Windows 8.1 e posteriores também suportam TRIM automático para SSDs PCI Express baseados em NVMe. Para o Windows 7, a atualização KB2990941 é necessária para essa funcionalidade e precisa ser integrada à Instalação do Windows usando o DISM se o Windows 7 precisar ser instalado no SSD NVMe. O Windows 8/8.1 também oferece suporte ao comando SCSI unmap para SSDs conectados por USB ou gabinetes SATA para USB. SCSI Unmap é um análogo completo do comando SATA TRIM. Também é compatível com o USB Attached SCSI Protocol (UASP).
O Desgragmentador de disco gráfico do Windows no Windows 8.1 também reconhece os SSDs distintamente das unidades de disco rígido em uma coluna de tipo de mídia separada. Enquanto o Windows 7 suporta o TRIM automático para SSDs SATA internos, o Windows 8.1 e o Windows 10 suportam o TRIM manual (por meio de uma função "Otimizar" no Desfragmentador de disco), bem como o TRIM automático para SATA, NVMe e SSDs conectados por USB.

### ZFS
Solaris a partir da versão 10 Atualização 6 (lançada em outubro de 2008 e recente do OpenSolaris, Solaris Express Community Edition, Illumos, Linux com ZFS no Linux e FreeBSD podem usar SSDs como um impulsionador de desempenho para ZFS. Um SSD de baixa latência pode ser usado para o ZFS Intent Log (ZIL), Onde é denominado SLOG. Isso é usado sempre que ocorre uma gravação síncrona na unidade. Um SSD (não necessariamente com baixa latência) também pode ser usado para o cache de substituição adaptável de nível 2 (L2ARC), que é usado para armazenar dados em cache para leitura. Quando usado sozinho ou em combinação, geralmente são observados grandes aumentos no desempenho.

### FreeBSD
O ZFS para FreeBSD introduziu suporte para TRIM em 23 de setembor de 2012. O código cria um mapa de regiões de dados que foram liberados; em cada escrita o código consulta o mapa e eventualmente remove os intervalos que foram liberados antes, mas agora são sobrescritos. Há um segmento de baixa prioridade que TRIMs varia quando chega a hora.
Além disso, o Unix File System (UFS) suporta o comando TRIM.

### Trocar partições
- De acordo com o ex-presidente da divisão Windows da Microsoft, Steven Sinofsky, "há poucos arquivos melhores do que o arquivo de paginação para colocar em um SSD".[253] De acordo com os dados de telemetria coletados, a Microsoft descobriu que o pagefile.sys era uma combinação ideal para armazenamento SSD.[253]
- As partições de swap do Linux executam, por padrão, operações TRIM quando o dispositivo de bloco subjacente suporta TRIM, com a possibilidade de desativá-las ou selecionar entre operações TRIM únicas ou contínuas.[218][219][220]
- Se um sistema operacional não suportar o uso de TRIM em partições de troca discretas, talvez seja possível usar arquivos de troca dentro de um sistema de arquivos comum. Por exemplo, o OS X não suporta partições de troca; ele apenas troca para arquivos dentro de um sistema de arquivos, para que possa usar TRIM quando, por exemplo, arquivos de troca forem excluídos.[carece de fontes?]
- O DragonFly BSD permite que a troca configurada por SSD também seja usada como cache do sistema de arquivos.[254] Isso pode ser usado para aumentar o desempenho em cargas de trabalho de desktop e servidor. Os projetos bcache, dm-cache e Flashcache fornecem um conceito semelhante para o kernal do Linux.[255]

## Organizações e padronizações
A seguir estão as organizações e órgãos de padronização que trabalham para criar padrões para unidades de estado sólido (e outros dispositivos de armazenamento de computador). A tabela abaixo também inclui organizações que promovem o uso de unidades de estado sólido. Esta não é necessariamente uma lista exaustiva.
| Organização ou comitê | Subcomissão de: | Objetivo |
| --------------------- | --------------- | --- |
| INCITS                | —               | Coordena a atividade de normas técnicas entre ANSI nos EUA e comitês conjuntos ISO/IEC em todo o mundo                       |
| T10                   | INCITS          | SCSI |
| T11                   | INCITS          | FC |
| T13                   | INCITS          | ATA |
| JEDEC                 | —               | Desenvolve padrões abertos e publicações para a indústria de microeletrônica                                                 |
| JC-64.8               | JEDEC           | Concentra-se em padrões e publicações de unidades de estado sólido                                                           |
| NVMHCI                | —               | Fornece interfaces de programação de software e hardware padrão para subsistemas de memória não volátil                      |
| SATA-IO               | —               | Fornece ao setor orientação e suporte para a implementação da especificação SATA                                             |
| SFF Committee         | —               | Trabalha em padrões do setor de armazenamento que precisam de atenção quando não são abordados por outros comitês de padrões |
| SNIA                  | —               | Desenvolve e promove padrões, tecnologias e serviços educacionais na gestão da informação                                    |
| SSSI                  | SNIA            | Promove o crescimento e o sucesso do armazenamento de estado sólido                                                          |

## Comercialização

### Disponibilidade
A tecnologia de unidade de estado sólido foi comercializada para os mercados militares e industriais de nicho desde meados da década de 1990.
Juntamente com o mercado empresarial emergente, os SSDs têm aparecido em PCs ultramóveis e em alguns sistemas de laptops leves, aumentando significativamente o preço do laptop, dependendo da capacidade, formato e velocidades de trasnferência. Para aplicativos de baixo custo, uma unidade flash USB pode ser obtida por algo entre US$ 10 e US$ 100, dependendo da capacidade e da velocidade; como alternativa um cartão CompactFlash pode ser emparelhado com um conversor CF-para-IDE ou CF-para-SATA a um custo semelhante. Qualquer um deles requer que os problemas de resistência do ciclo de gravação sejam gerenciados, evitando armazenar arquivos gravados com frequência na unidade ou usando um sistema de arquivos flash. Os cartões CompactFlash padrão geralmente têm velocidades de gravação de 7 a 15 MB/s, enquanto os cartões de luxo mais caros reivindicam velocidades de até 60 MB/s.
O primeiro PC baseado em SSD de memória flash a se tornar disponível foi o Sony Vaio UX90, anunciado para pré-venda em 27 de junho de 2006 e começou a ser vendido no Japão em 3 de julho de 2006 com um disco rígido de memória flash de 16 GB. No final de setembro de 2006, a Sony atualizou o SSD no Vaio UX90 para 32 GB.
Um dos primeiros lançamentos mainstream do SSD foi o XO Laptop, construído como parte do projeto One Laptop per Child. A produção em massa desses computadores, construídos para crianças em países em desenvolvimento, começou em dezembro de 2007. Essas máquinas usam flash NAND SLC de 1.024 MiB como armazenamento primário, considerado mais adequado para as condições mais severas do que o normal em que devem ser usadas. A Dell começou a enviar laptops ultraportáteis com SSDs SanDisk em 26 de abril de 2007. A Asus lançou o netbook Eee PC em 16 de outubro de 2007, com 2, 4 ou 8 gigabytes de memória flash. Em 2008, dois fabricantes lançaram os laptops ultrafinos com opções de SSD em vez do incomum HDD de 1,8": este era um MacBook Air, lançado pela Apple em 31 de janeiro, com um SSD opcional de 64 GB (a Apple Store custou $ 999 a mais para esta opção, em comparação com um HDD de 80 GB 4200 RPM), e o Lenovo ThinkPad X300 com um SSD semelhante de 64 gigabytes, anunciado em fevereiro de 2008 e atualizado para a opção SSD de 128 GB em 26 de agosto de 2008, com lançamento do modelo ThinkPad X301 (uma atualização que adicionou aproximadamente US$ 200).
Em 2008, netbooks de baixo custo apareceram com SSDs. Em 2009, os SSDs começaram a aparecer em laptops.
Em 14 de janeiro de 2008, a EMC Corporation (EMC) tornou-se o primeiro fornecedor de armazenamento corporativo a lançar SSDs baseados em flash em seu portfólio dep rodutos quando anunciou que havia selecionado os SSDs Zeus-IOPS da STEC, Inc. para seus sistemas Symmetrix DMX. Em 2008, a Sun lançou os sistemas de armazenamento unificado Sun Storage 7000 (codinome Amber Road), que usam unidades de estado sólido e discos rígidos convencionais para aproveitar a velocidade oferecida pelos SSDs e a economiza e capacidade oferecidas pelos HDDs convencionais.
A Dell começou a oferecer unidades de estado sólido de 256 GB opcionais em modelos de notebook selecionados em janeiro de 2009. Em maio de 2009, a Toshiba lançou um laptop com um SSD de 512 GB.
Desde outubro de 2010, a linha MacBook Air da Apple usa uma unidade de estado sólido como padrão. Em dezembro de 2010, o SSD OCZ RevoDrive X2 PCIe estava disponível em capacidades de 100 GB a 980 GB, oferecendo velocidades acima de 740 MB/s sequenciais e gravações aleatórias de arquivos pequenos de até 120.000 IOPS. Em novembro de 2010, a Fusion-io lançou seu drive SSD de melhor desempenho chamado ioDrive Octal utilizando interface PCI-Express x16 Gen 2.0 com espaço de armazenamento de 5,12 TB, velocidade de leitura de 6,0 GB/s, velcodiade de gravação de 4,4 GB/s e uma baixa latência de 30 microssegundos. Tem IOPS de 512 bytes de leitura de 1,19 M e IOPS de 512 bytes de gravação de 1,18 M.
Em 2011, os computadores baseados nas especificações do Ultrabook da Intel ficaram disponíveis. Essas especificações determinam que os Ultrabooks usem um SSD. Estes são dispositivos de nível de consumidor (ao contrário de muitas ofertas flash anteriores destinadas a usuários corporativos) e representam os primeiros computadores de consumo amplamente disponíveis usando SSDs além do MacBook Air. Na CES 2012, a OCZ Technology demonstrou os SSDs R4 CloudServ PCIe capazes de atingir velocidades de transferência de 6,5 GB/s e 1,4 milhão de IOPS. Também foi anunciado o Z-Drive R5 que está disponível em capacidades de até 12 TB, capaz de atingir velocidades de transferência de 7,2 GB/s e 2,52 milhões de IOPS usando o PCI Express x16 Gen 3.0.
Em dezembro de 2013, a Samsung apresentou e lançou o primeiro SSD mSATA de 1 TB do setor. Em agosto de 2015, a Samsung anunciou um SSD de 16 TB, na época o dispositivo de armaenamento único de maior capacidade do mundo de qualquer tipo.
Embora várias empresas ofereçam dispositivos SSD a partir de 2018, apenas cinco das empresas que os oferecem realmente fabricam os dispositivos Nand Flash que são o elemento de armazenamento em SSDs.

### Qualidade e desempenho
Em geral, o desempenho de qualquer dispositivo em particular pode variar significativamente em diferentes condições de operação. Por exemplo, o número de threads paralelos acessando o dispositivo de armazenamento, o tamanho do bloco do E/S e a quantidade de espaço livre restante podem alterar drasticamente o desempenho (ou seja, as taxas de trasnferência) do dispositivo.
A tecnologia SSD vem se desenvolvendo rapidamente. A maior das medições de desempenho usadas em unidades de disco com mídia rotativa também são usadas em SSDs. O desempenho de SSDs baseados em flash é difícil de avaliar devido à ampla gama de condições possíveis. Em um teste realizado em 2010 pela Xssist, usando IOmeter, 4 kB aleatório 70% de leitura/30% de gravação, profundidade de fila 4, o IOPS entregue pelo Intel X25-E 64 GB G1 começou em torno de 10.000 IOPS e caiu drasticamente após 8 minutos para 4.000 IOPS e continuou a diminuir gradualmente pelos próximos 42 minutos. As IOPS variam entre 3.000 e 4.000 de cerca de 50 minutos em diantes para o restante do teste de mais de 8 horas.
Os designers de flash drivers de nível empresarial tentam prolongar a longevidade aumentando o provicionamento excessivo e empregando o nivelamento de desgaste.

### Vendas
As remessas de SSDs foram de 11 milhões de unidades em 2009, 17,3 milhões de unidades em 2011 para um total de US$ 5 bilhões, 39 milhões de unidades em 2012, e devem aumentar para 83 milhões de unidades em 2013 para 201,4 milhões de unidades em 2016 e para 227 milhões de unidades em 2017.
As receitas do mercado SSD (incluindo soluções de PC de baixo custo) em todo o mundo totalizaram US$ 585 milhões em 2008, aumentando mais de 100% em relação aos US$ 259 milhões em 2007.

### Antecedentes e geral
- A guide to understanding Solid State Drives (em inglês)
- Understanding SSDs and New Drives from OCZ (em inglês)
- Charting the 30 Year Rise of the Solid State Disk Market (em inglês)
- Investigation: Is Your SSD More Reliable Than A Hard Drive? - long term SSD reliability review (em inglês)
- SSD return rates review by manufacturer (2012), hardware.fr - a 2012 update of a 2010 report based on data from a leading French tech retailer (em francês)

### Outro
- JEDEC Continues SSD Standardization Efforts (em inglês)
- Linux & NVM: File and Storage System Challenges (PDF)
- Linux and SSD Optimization
- Understanding the Robustness of SSDs under Power Fault (USENIX 2013, by Mai Zheng, Joseph Tucek, Feng Qin and Mark Lillibridge)